# Marco Pantani
Marco Pantani (Cesena, 13 gennaio 1970 – Rimini, 14 febbraio 2004) è stato un ciclista su strada italiano, con caratteristiche di scalatore puro. Soprannominato "il Pirata" (o anche "Pantadattilo", appellativo attribuitogli dal giornalista Gianni Mura), è considerato tra i più forti scalatori puri di ogni tempo per i suoi record in salita e i riconoscimenti da parte di altri corridori.
Professionista dal 1992 al 2003, ottenne in tutto 46 vittorie in carriera, con i migliori risultati nelle corse a tappe. Si consegnò alla storia per esser entrato nel ristretto novero di atleti in grado di centrare la cosiddetta "doppietta Giro-Tour", trionfando nei giri d'Italia e di Francia nella stessa annata (1998); è stato uno dei pochi ciclisti, assieme a Fausto Coppi, Jacques Anquetil, Eddy Merckx, Bernard Hinault, Stephen Roche, Miguel Indurain e, dopo di lui, Tadej Pogačar, a riuscire nell'impresa. Vinse inoltre la medaglia di bronzo ai mondiali in linea del 1995. È suo il tempo d'ascesa più veloce su una delle vette più prestigiose del Tour, ossia l'Alpe d'Huez (36:50). Charly Gaul, al quale Pantani contende spesso il titolo di più grande scalatore della storia, riconobbe le superiori doti di Pantani, così come ha fatto il contemporaneo e suo avversario Lance Armstrong. Anche le sue doti di fondo e di recupero, oltreché di scattista e discesista, sono state ampiamente riconosciute.
La sua carriera fu costellata da incidenti e contrattempi più o meno gravi, che a più riprese resero difficile (ma appassionante per il pubblico) il suo ritorno alle gare. Escluso dal Giro d'Italia 1999, che stava vincendo, a causa di un valore di ematocrito appena al di sopra del consentito, risentì del clamore mediatico suscitato dalla vicenda. Pur tornato alle gare l'anno seguente, raggiunse solo sporadicamente i livelli cui era abituato, chiudendosi molto e abbandonandosi nella vita privata all'uso di sostanze stupefacenti, come la cocaina. Caduto in depressione, morì in circostanze mai del tutto chiarite il 14 febbraio 2004 a Rimini per intossicazione acuta da cocaina e psicofarmaci antidepressivi con conseguente edema polmonare e cerebrale, così come provato dall'autopsia del 2004 e da una successiva perizia medico-legale del 2015. Le circostanze della sua morte, al pari di quelle della sua esclusione dal Giro 1999, sono ancora oggetto di dibattito.

## Biografia
(Gianni Mura)

### Gli esordi e il passaggio al professionismo
Nacque alle 11:45 del 13 gennaio 1970 all'ospedale "Maurizio Bufalini" di Cesena, figlio secondogenito di Ferdinando Pantani, detto Paolo, e Tonina Belletti, che vendeva piadine e crescioni in un chiosco sul lungomare di Cesenatico. Fino al 1978, abitò in una casa di via Saffi a Cesenatico, di proprietà dei nonni Sotero e Delia. Trascorse una gioventù serena. Appassionato di calcio, tifava per il Cesena e per il Milan ed era spesso presente sugli spalti del Dino Manuzzi e del Meazza. Scolasticamente, non eccelse negli studi ma si buttò a capofitto nello sport, nella caccia e nella pesca, che praticava con la compagnia, rispettivamente, del padre e del nonno. Dopo essersi cimentato da giovanissimo con il calcio, ricevette in regalo una bicicletta dal nonno Sotero e capì immediatamente di essere portato per il ciclismo. Decise, così, di tesserarsi nel Gruppo Ciclistico "Fausto Coppi" di Cesenatico e mostrò subito indubbie doti di grande scalatore, vincendo molte gare. Il primo successo arrivò il 22 aprile 1984 sul tracciato, curiosamente pianeggiante, delle Case Castagnoli di Cesena.
Nel 1986 visse i primi due fra gli sfortunati incidenti che ne avrebbero caratterizzato la carriera: un giorno, durante un allenamento, si distrasse, finì contro un camion fermo e rimase in coma per 24 ore. In una successiva occasione, sbatté in discesa contro una macchina e rimase in ospedale una settimana con varie fratture. Fu attivo negli Juniores nel biennio 1987-1988. Passato ai dilettanti con la S.C. Rinascita di Ravenna, nel 1990 andò a vestire la maglia del G.S. Lambrusco Giacobazzi di Nonantola. In questi anni partecipò a tre edizioni del Giro d'Italia dilettanti: nel 1990 fu terzo, nel 1991 secondo con un successo parziale, e nel 1992 primo, davanti a Vincenzo Galati e Andrea Noè, conquistando anche due tappe e la classifica scalatori.
Nell'agosto del 1992, tenendo fede a un vecchio accordo informale preso a fine 1991 con i dirigenti della Carrera Jeans-Vagabond, passò al professionismo nei ranghi della squadra diretta da Davide Boifava e capitanata da Claudio Chiappucci.
Nel 1993 partecipò al Giro del Trentino, piazzandosi quinto in classifica all'esordio assoluto; esordì poi al Giro d'Italia per professionisti, nel quale agì perlopiù da gregario, arrivando tra i primi dieci nella 12ª tappa, con traguardo ad Asiago. A causa di una tendinite al Tendine di Achille, fu precauzionalmente fatto ritirare dal team manager Boifava, quando ormai mancavano poche tappe alla conclusione ed era diciottesimo in classifica generale.

### 1994: a podio nei grandi Giri

Pantani a Merano all'arrivo della 14ª tappa del Giro d'Italia 1994, sua prima vittoria da professionista

Nel 1994 avvenne l'esplosione come ciclista professionista. Pantani arrivò al Giro d'Italia dopo aver affinato la preparazione al Giro del Trentino, nel quale aveva gareggiato alla pari coi migliori, piazzandosi ai piedi del podio nella classifica finale. L'obiettivo della squadra di farlo crescere sotto l'ala protettrice di Claudio Chiappucci in vista del futuro ricambio generazionale in seno al team Carrera vacillò dinanzi alla caparbietà del giovane romagnolo, deciso a consacrarsi sulle montagne della corsa rosa. Pantani, infatti, provò in più occasioni a mettersi in mostra in salita, riuscendo ad ottenere la sua prima vittoria tra i professionisti il 4 giugno, in occasione della tappa dolomitica Lienz-Merano. Scattato in prossimità del Passo di Monte Giovo, ultima asperità di giornata, il giovane si assicurò il successo con una discesa spericolata in picchiata verso la cittadina altoatesina, compiuta imitando una posizione esasperata assunta qualche anno prima ai Campionati del mondo di Chambéry dall'atleta russo Dmitrij Konyšev.
Tornò all'attacco all'indomani, nella successiva frazione Merano-Aprica, che prevedeva l'ascesa ai passi dello Stelvio, del Mortirolo e di Santa Cristina. Nell'occasione, partì in progressione sulla seconda salita di giornata, staccando Miguel Indurain e la maglia rosa Evgenij Berzin, che aveva provato a resistergli per qualche minuto; rientrato sul gruppo di fuggitivi della mattina (tra cui figurava anche il capitano della Carrera Jeans - Tassoni, Claudio Chiappucci), attaccò nuovamente e fece il vuoto. Consigliato dall'ammiraglia, rallentò il passo in attesa di qualche corridore, così da non affrontare da solo un lungo tratto in pianura che lo separava dall'ultima ascesa. Fu quindi raggiunto da Nelson Rodríguez e da Indurain, che tuttavia staccò nuovamente sul terzo passo di giornata, palesandone definitivamente la crisi. Al traguardo fu primo, con oltre due minuti e cinquanta secondi sul suo capitano di squadra Chiappucci, tre minuti e trenta sul campione spagnolo e oltre quattro su Berzin. Il grande vantaggio accumulato su Indurain gli permise di superarlo in classifica e vanificarne la rincorsa alla maglia rosa. Pantani si ritrovò così al secondo posto, a circa un minuto da Berzin, rimasto leader della classifica generale. Nella successiva gara a cronometro (che prevedeva un finale adatto agli scalatori), ottenne il terzo tempo, ma perse comunque secondi preziosi da Berzin, vincitore di giornata.
Nella lunga e durissima tappa con arrivo a Les Deux Alpes, i piani di squadra prevedevano che il romagnolo tentasse un complicato attacco a circa 100 km dal traguardo, volto a far saltare la classifica del Giro. Pur guadagnando in corsa un vantaggio che virtualmente lo collocava a pochi secondi dalla maglia rosa, Pantani e la Carrera decisero di desistere dalla prosecuzione della rischiosa e dispendiosa azione d'attacco, a causa del mancato accordo con il compagno di fuga, Hernán Buenahora. L'azione fu quindi riassorbita da Berzin sulla penultima ascesa di giornata e i due giovani duellanti arrivarono appaiati al traguardo. La gestione di questa tappa (unita a quella dell'Aprica) si rivelò decisiva. Infatti, le proibitive condizioni climatiche dell'ultima sfida alpina, che prevedeva l'arrivo in un'innevata Sestriere, portarono Pantani a desistere da ogni tentativo di attacco per migliorare la sua classifica. Il Pirata chiuse perciò il 77º Giro d'Italia con i seguenti risultati: secondo in classifica generale (dietro al solo Berzin e davanti a Indurain), secondo miglior giovane (dietro allo stesso Berzin), terzo nella graduatoria dedicata agli scalatori (dietro Pascal Richard e Michele Coppolillo).
Dopo un iniziale tentennamento, nel mese di luglio Pantani si ritrovò a debuttare al Tour de France. Ribattezzato "il Diavoletto" dal direttore sportivo Giuseppe Martinelli e dalla critica, il corridore romagnolo pagò inizialmente una maggior popolarità e, di riflesso, una marcatura più stretta da parte degli atleti maggiormente in vista. Inoltre, alcune sfortunate cadute nelle prime frazioni furono tra le cause del notevole ritardo accumulato inizialmente in graduatoria (circa un quarto d'ora da Indurain) e della sua difficoltà a vincere almeno una tappa.
Nell'undicesima frazione - e prima di montagna - con arrivo a Hautacam, il capitano della Carrera, Claudio Chiappucci, andò in crisi. Pantani, lontanissimo dalle posizioni nobili della classifica generale, provò allora a imbastire una fuga solitaria, ma fu raggiunto in prossimità del traguardo da Luc Leblanc e Indurain, quest'ultimo a caccia di riscatto dopo la delusione del Giro. Pantani, che era in fuga da molti chilometri, non ne resse il passo e pagò all'arrivo una manciata di secondi di distacco al navarro e al futuro campione del mondo, vincitore di giornata.
All'indomani, assunti i gradi di capitano per il ritiro di Chiappucci, il giovane della Carrera sferrò però un nuovo attacco da lontano nella tappa del Tourmalet; transitò per secondo sul traguardo di Luz Ardiden e riuscì a recuperare 3' a Indurain.
La rincorsa al podio continuò nelle frazioni alpine. Il 18 luglio sul Mont Ventoux, pur senza riuscire a dare uno scossone alla classifica, stabilì quello che all'epoca fu il record di ascesa del "Monte Calvo" (46:00), battuto solo 10 anni dopo da Iban Mayo al Giro del Delfinato del 2004 (45:47). All'indomani, il programma del Tour proponeva una delle sue salite storiche: l'Alpe d'Huez. La Banesto, squadra di Indurain, lasciò ampio spazio a una fuga partita da lontano e Pantani andò all'attacco soltanto in un secondo momento, quando ormai la vittoria era definita; pur transitando con oltre 5' di ritardo dal vincitore (il futuro compagno di squadra Roberto Conti), dimostrò un grande smalto, staccando ancora nettamente la maglia gialla e il gruppo dei migliori. Nella successiva tappa con arrivo a Val Thorens, invece, rimasto a sua volta molto attardato a seguito di una caduta rovinosa, fu a un passo dal ritiro; sostenuto dall'ammiraglia e dai compagni, riuscì dapprima a rientrare in gruppo e poi ad attaccare ancora la maglia gialla Indurain, arrivando al traguardo terzo, alle spalle di Nelson Rodríguez e Pëtr Ugrjumov.
Con sette minuti recuperati a Indurain nel giro di poche frazioni di montagna, Pantani si ritrovò al terzo posto in classifica generale, a soli cinquanta secondi da Richard Virenque. Il piano di attaccare ancora e sfilare la piazza d'onore all'idolo di casa svanì all'indomani, quando il francese consolidò la sua posizione: il Pirata fu, infatti, staccato nella discesa del Grand Colombier, pagando sotto il traguardo di Cluses 45'' di distacco al transalpino.
Nonostante la scarsa predilezione per le gare contro il tempo, Pantani andò alla riscossa all'indomani, in occasione della cronoscalata Cluses-Morzine Avoriaz. Come già dimostrato durante la Cronoscalata della Futa del 1991 (quando, ancora dilettante, aveva vinto con un tempo appena superiore a quello del già campione del mondo Gianni Bugno, trionfatore tra i professionisti), Pantani annullò in salita lo svantaggio fisico patito in piano rispetto ai più possenti specialisti delle cronometro e si piazzò secondo, dietro al solo Ugrjumov. Questa performance gli permise di blindare un posto sul podio del Tour.
All'arrivo agli Champs-Élysées, Pantani fu terzo, a oltre sette minuti da Indurain (giunto alla quarta vittoria di fila al Tour), nonché secondo nella classifica scalatori; si aggiudicò, inoltre, la maglia bianca, ambito riconoscimento che andava al giovane meglio piazzato nella generale.
Partecipò, poi, a fine stagione anche alla prova in linea dei Campionati del mondo di ciclismo, ritirandosi però al 15º giro.

### 1995: l'anno dei primi incidenti
Nella primavera del 1995, uno scontro con un'automobile avvenuto durante un allenamento in strada lo costrinse in ospedale. La preparazione al Giro d'Italia divenne difficoltosa e, infine, impossibile.
Saltato il principale obiettivo della stagione, Pantani risalì presto in sella alla bici con l'obiettivo di partecipare al Tour de France.
Si presentò al Giro di Svizzera e faticò moltissimo nelle tappe iniziali; emblematico il ritardo di oltre 17 minuti dal vincitore di tappa, accumulato nella terzultima frazione, che prevedeva l'ostica ascesa dell'Albula Pass. All'indomani, la penultima giornata di gara presentava l'arrivo in salita a Flumserberg, con la scalata finale del Bisberg Peis. Approfittando delle schermaglie tra i due protagonisti della corsa (lo svizzero Alex Zülle e il leader della classifica generale Pavel Tonkov), il corridore romagnolo andò via in scioltezza ai 5 km dall'arrivo, vincendo la tappa con distacchi importanti sugli inseguitori. 
Questa sua performance è ritenuta dal sito lanternerouge.com la migliore in termini di potenza specifica che sia mai stata registrata nella storia: quasi 7,5 W/kg medi per 23 minuti e 5 secondi ad una VAM di poco superiore a 2000 m/h.
Fu in occasione di quel Giro di Svizzera, peraltro, che l'atleta di Cesenatico sfoggiò per la prima volta un nuovo look: capelli rasati e orecchino. Questa nuova trovata lo avrebbe reso famoso a posteriori col soprannome de "il Pirata".
Arrivato alla Grande Boucle con una condizione apparentemente in crescendo, Pantani faticò molto a causa del riacutizzarsi dei fastidi al ginocchio infortunato e dei tanti chilometri a cronometro previsti dal programma di quell'anno. Oltre a patire le sfide contro il tempo, il romagnolo si dimostrò inizialmente non al meglio anche sulle Alpi: l'11 luglio, nella prima tappa di alta montagna, rimase sorpreso dall'attacco di Miguel Indurain e si limitò a salire al proprio passo, transitando al traguardo quarto, ma staccato dallo spagnolo di oltre 2 primi e 30 secondi. Recuperò terreno in classifica all'indomani, riscattandosi sull'Alpe d'Huez, sulle rampe della quale conquistò la sua prima vittoria (di otto complessive in carriera) al Tour de France. Partito a 13 km dal traguardo, staccò subito tutti i principali uomini di classifica e si lanciò all'inseguimento dei fuggitivi di giornata, che riprese a uno a uno, transitando (a differenza dell'anno precedente) primo all'arrivo, con un minuto e mezzo di vantaggio sugli inseguitori Miguel Indurain, Alex Zülle e Bjarne Riis (rispettivamente primo, secondo e terzo della generale).
Rivitalizzato nel morale, affrontò in modo produttivo anche tappe con variazioni altimetriche minime e a lui poco favorevoli (come la dodicesima, con arrivo a Mende) e proseguì la sua rincorsa in classifica sui Pirenei. Qui vinse per distacco la tappa del 16 luglio con arrivo in salita a Guzet-Neige, al termine di una lunga fuga di 42 km: nell'occasione, affrontò da solo e in condizioni atmosferiche proibitive quattro Gran Premi della Montagna, recuperando altri 2'30'' alla maglia gialla. La tragica morte del ciclista della Motorola, Fabio Casartelli, avvenuta durante la tappa del 18 luglio nella discesa del Colle di Portet-d'Aspet, condizionò sotto il profilo mentale il prosieguo della Grande Boucle per Pantani, che pur era ampiamente nei primi dieci e in piena corsa per un piazzamento sul podio. Il Pirata, che nella tappa costata la morte al giovane talento azzurro era arrivato molto staccato a seguito di un'indisposizione alimentare notturna, concluse in netta flessione il Tour, piazzandosi solo tredicesimo nella classifica finale. Riuscì comunque a conquistare il successo nella classifica "Giovani", indossando sul podio finale la maglia bianca.
Sul finire dell'anno, Pantani fu ancora protagonista, stavolta con i colori della Nazionale italiana: ai Campionati del mondo disputatisi in Colombia, a Duitama, su di un ostico tracciato in quota, l'azzurro andò di fuga in salita alla penultima tornata. Il tentativo fu però ricucito dall'attrezzata squadra spagnola e, all'ultimo giro, il romagnolo si ritrovò unico rappresentante italiano nel gruppetto di testa. Nel tentativo di marcare stretto Miguel Indurain, Pantani ignorò sulle prime un allungo di Abraham Olano; lo spagnolo, ben coperto dal compagno di squadra e nonostante una foratura capitatagli a 800 metri dal traguardo, finì per conquistare a sorpresa la medaglia d'oro per distacco. Pantani chiuse terzo allo sprint, alle spalle dello stesso Indurain, che lo anticipò in volata.
Proprio quando sembrava agli inizi di una sfavillante carriera, il 18 ottobre Pantani fu protagonista di un grave incidente nella discesa di Pino Torinese, sede di gara della Milano-Torino (corsa che, nei piani iniziali, il romagnolo non avrebbe nemmeno dovuto correre): un fuoristrada che viaggiava in senso contrario sul tracciato di gara impattò in pieno lui e diversi altri corridori, costringendoli in ospedale. Ricoverato al CTO del capoluogo piemontese, Pantani ricevette una diagnosi molto dura: frattura di tibia e perone, con il serio rischio di perdita dell'uso dell'arto o, comunque, di prematura interruzione dell'attività agonistica.

### 1996-1997: il ritorno, il nuovo incidente e il terzo posto al Tour

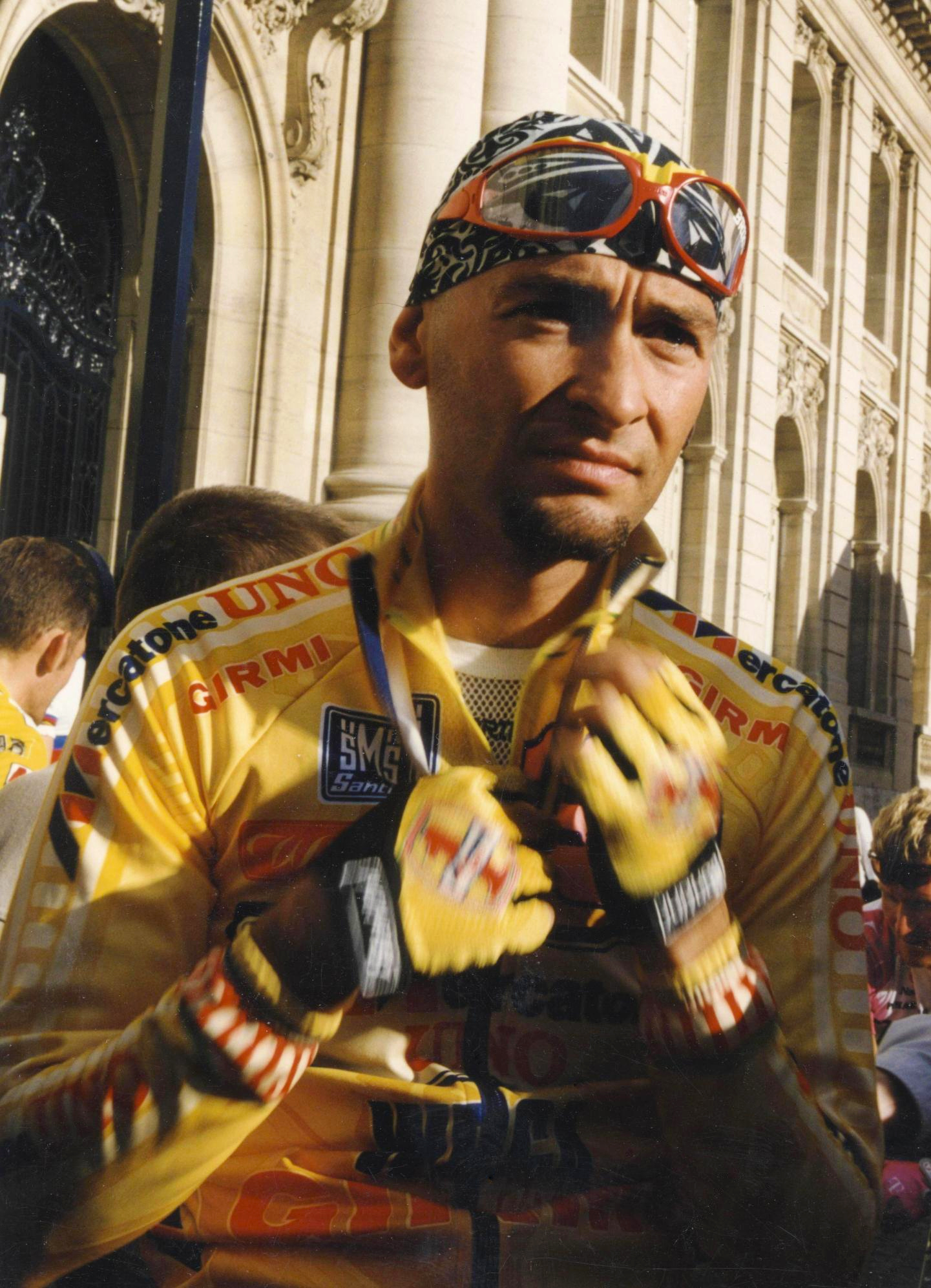
Pantani nel 1997

Nonostante il duro incidente, il 23 marzo 1996, a 5 mesi e 5 giorni di distanza dall'ultima gara, Pantani ritornò in sella a una bici. Fra il luglio e il settembre del 1996, corse poi in una decina di competizioni ufficiali, in preparazione alla stagione successiva.
Agli albori della stagione 1997, il marchio Carrera non rinnovò la sponsorizzazione alla squadra del romagnolo, che così si sciolse dopo numerosi anni di attività. Marco Pantani firmò con la Mercatone Uno, piccolo team romagnolo tornato per l'occasione alle corse sotto il patrocinio di Romano Cenni e la guida di Luciano Pezzi, ex gregario di Fausto Coppi e direttore sportivo di Felice Gimondi. La squadra era stata pensata perlopiù come una sorta di selezione dell'Emilia-Romagna e costruita appositamente attorno al corridore di Cesenatico per far bene nei grandi giri; Pantani vi ritrovò gran parte dei suoi compagni della Carrera, tra i quali Massimo Podenzana e Marcello Siboni, oltre all'amico Roberto Conti e al neo-professionista Stefano Garzelli. Anche il dirigente Giuseppe Martinelli, legato al capitano dalla precedente esperienza in Carrera, fu parte del progetto.
Pur tra le perplessità di un ritorno alle gare quanto mai difficile, Pantani figurò positivamente in tutte le corse di inizio anno, sfiorando anche il successo di tappa (che gli mancava da un anno e mezzo) nella Vuelta a Murcia e ottenendo piazzamenti nelle classiche di primavera. Si presentò, quindi, con ambizioni di classifica al Giro d'Italia. Durante la Corsa Rosa, diede qualche segnale già sugli Appennini: non fu brillantissimo, ma limitò i danni nella cronoscalata a San Marino e chiuse terzo allo sprint nella selettiva tappa del Monte Terminillo. Tuttavia, un nuovo incidente lo estromise prematuramente dalla contesa: infatti, qualche giorno più tardi, nella frazione con partenza da Maddaloni e arrivo a Cava de' Tirreni, mentre percorreva la discesa del valico di Chiunzi (a poche decine di chilometri dal traguardo), finì coinvolto in una caduta di gruppo a causa di un gatto che tagliò la strada ai corridori. Finito a velocità sostenuta contro le rocce della Costiera amalfitana, Pantani non riuscì a rientrare in gruppo e concluse la tappa con estrema fatica, scortato al traguardo dai compagni di squadra; una volta in ospedale, gli fu diagnosticata la lacerazione di un centimetro nelle fibre muscolari della coscia sinistra, che lo costrinse ad abbandonare la corsa.
(Pantani, il 25 maggio 1997)

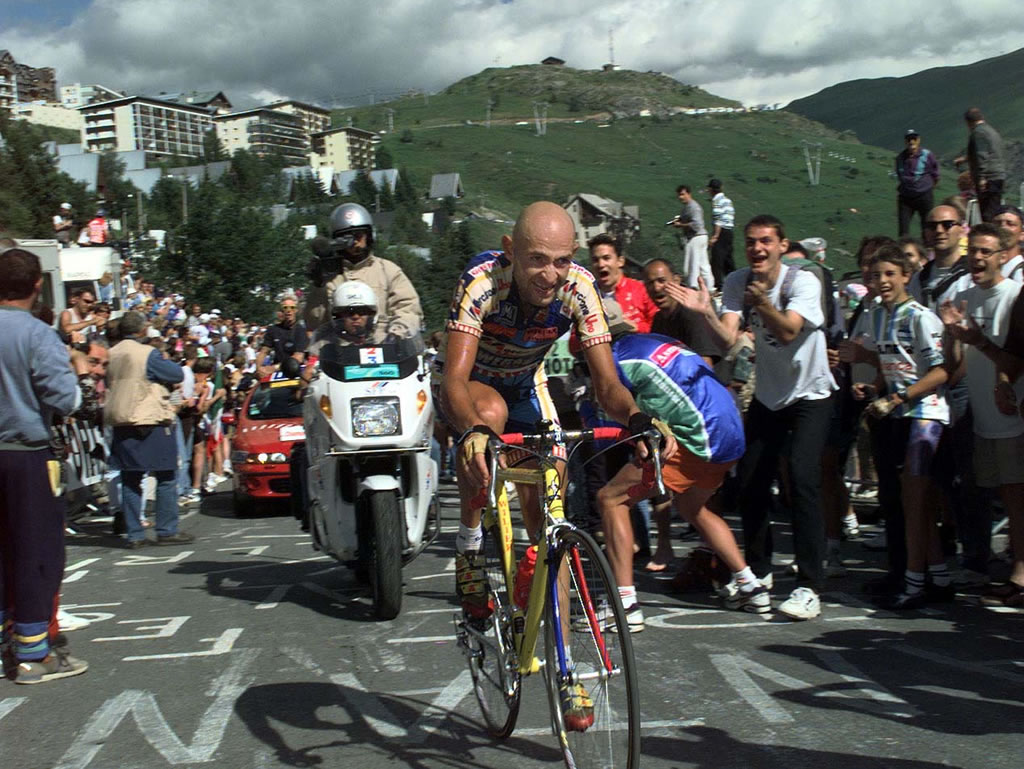
Pantani sull'Alpe d'Huez, Tour de France 1997

Qualche giorno più avanti, però, la risonanza magnetica cui Pantani si sottopose espresse un verdetto più benigno; ciò gli permise di recuperare abbastanza velocemente e tornare in sella alla bici già al Giro di Svizzera, con l'obiettivo di saggiare la gamba in vista del Tour de France.
Ritiratosi ormai Miguel Indurain, alla Grande Boucle Marco Pantani trovò nuovi avversari per la conquista della maglia gialla: tra questi, Jan Ullrich, rivelazione e vicecampione della precedente edizione, e l'idolo di casa Richard Virenque, col quale già aveva battagliato in salita e discesa nelle edizioni precedenti. In occasione del Tour 1997, Pantani per la prima volta esibì in una corsa la bandana da pirata - copricapo riconosciuto a posteriori come simbolo della sua epopea sportiva da critica e tifosi. Il Pirata si presentò, però, alle prime tappe di montagna in ritardo di condizione e con un distacco già notevole dagli avversari principali, anche per via di alcuni infortuni nelle prime giornate di gara. Nonostante queste premesse, riuscì comunque a piazzarsi tra i primi tre in entrambe le tappe pirenaiche, con arrivi in quota a Loudenvielle e Andorra la Vella.
Qualche giorno più tardi, invece, ripeté l'impresa di due anni prima all'Alpe d'Huez: vinse e staccò i due principali antagonisti, percorrendo l'ascesa in 36 minuti e 55 secondi solo 5 secondi superiore al suo crono di 3 anni prima. Andò, tuttavia, in crisi nella successiva tappa di Courchevel, a causa del riacutizzarsi di problemi respiratori legati a una bronchite con la quale stava convivendo fin dalle prime tappe. Arrivato al traguardo con un distacco di 3', era ormai a un passo dal ritiro, ma l'indomani riuscì comunque a risalire in bicicletta, desideroso di completare la corsa. Fu così che staccò nuovamente i suoi avversari nella frazione seguente, che prevedeva la scalata al Col de Joux Plane, transitando per primo sul traguardo di Morzine e rilanciandosi in classifica. Il ritardo accumulato nelle prove contro il tempo (circa 8 minuti da Ullrich) e nella sciagurata tappa di Courchevel si sarebbe però rivelato determinante al termine della corsa: in classifica finale fu terzo a 14'03", preceduto da Ullrich e Virenque.

### 1998: la doppietta Giro-Tour
Durante la primavera del nuovo anno, in preparazione alla corsa rosa, il Pirata mostrò un discreto smalto, rivaleggiando con i migliori sia al Giro del Trentino, sia alla Vuelta a Murcia, nella quale dominò in volata l'arrivo in salita al Morrón de Totana e colse un terzo posto in classifica generale, dietro Aleksandr Vinokurov e Alberto Elli. Intanto, alla Mercatone era arrivato anche Orlando Maini, già direttore sportivo di Pantani ai tempi del Giro d'Italia dilettanti.
Ai nastri di partenza del Giro d'Italia, il principale rivale del Pirata era considerato Alex Zülle, passista esperto, abile anche in salita, nonché specialista delle gare a cronometro. Per evitare di perdere secondi preziosi lungo le tappe di un percorso che poco esaltava le sue caratteristiche, Pantani decise di andare all'attacco in qualsiasi frazione presentasse delle minime variazioni altimetriche, in modo da arrivare sulle Alpi con distacchi più contenuti e gestibili rispetto alle precedenti esperienze nei grandi giri. Tuttavia, in assenza di pendenze rilevanti, i primi affondi si rivelarono spesso infruttuosi, quando non controproducenti, come nella tappa di Imperia, sulla salita dell'Argentario o nell'arrivo a Lago Laceno: addirittura, in quest'ultimo caso, il Pirata (che aveva tentato un allungo in compagnia della maglia rosa Michele Bartoli), fu raggiunto e staccato da Zülle, che conquistò arrivo di tappa e maglia rosa. In una successiva occasione, sul Passo dello Zovo, Pantani cadde ripetutamente in discesa mentre duellava per la vittoria di tappa proprio con Alex Zülle e l'altro favorito Pavel Tonkov, senza però riuscire a staccare i suoi avversari. In definitiva, pur movimentando molto la corsa, il Pirata finì per guadagnare qualche secondo sul suo principale avversario soltanto nell'arrivo in salita dell'undicesima frazione, Macerata-San Marino (quando fu 2°, dietro ad Andrea Noè) e nell'arrivo a Piancavallo, dove vinse la tappa in condizioni atmosferiche di caldo torrido e raggiunse la seconda piazza in classifica generale.
In questa occasione mise a segno probabilmente la sua miglior performance, in termini di potenza specifica, di sempre al Giro d'Italia. Scalò la salita di Piancavallo in un tempo record di 36'20", a una media di 6,84 W/kg, secondo i calcoli del sito dedicato lanternerouge.com.
(Marco Pantani, il 27 maggio 1998, all'arrivo della tappa di San Marino)

Pantani in maglia rosa nella decisiva tappa di Montecampione, Giro d'Italia 1998

A peggiorare la situazione, arrivò la frazione a cronometro del 31 maggio attraverso la città di Trieste: Pantani, partito prima del suo rivale in maglia rosa, fu da questi raggiunto e superato, riportando al traguardo un distacco prossimo ai tre minuti e mezzo. Con ormai poche occasioni a disposizione per riscrivere la classifica, il Pirata andò all'attacco sin dalla prima delle tre tappe alpine previste dal programma: il 2 giugno, in occasione della frazione di Selva di Val Gardena (che prevedeva l'ascesa del Passo Duran, della Forcella Staulanza, della Marmolada e del Passo Sella), arrivò secondo al traguardo, appaiato allo scalatore Giuseppe Guerini, coautore con lui di una lunga fuga iniziata a metà della Marmolada. Grazie a quest'impresa, Pantani inflisse oltre 4 minuti e mezzo a Zülle, scalzandolo dalla testa della classifica e conquistando la prima maglia rosa della sua carriera. All'indomani, il romagnolo allungò ancora sullo svizzero e controllò il più diretto rivale, Pavel Tonkov, nella tappa vinta da quest'ultimo allo sprint sotto il traguardo dell'Alpe di Pampeago. Decisiva si sarebbe rivelata la frazione di Plan di Montecampione, il 4 giugno: con uno Zülle ormai alla deriva e staccato di più di mezz'ora, Pantani attaccò ripetutamente Tonkov. Il russo, che gli era rimasto a ruota nonostante i suoi continui scatti, finì per staccarsi a due chilometri dall'arrivo, accusando al traguardo un passivo di circa un minuto. Con un'ottima prova nella cronometro finale Mendrisio-Lugano (nella quale colse il 3º posto), Pantani mantenne la maglia rosa e concluse il suo primo vittorioso Giro d'Italia, portando a casa anche la maglia verde dedicata ai migliori scalatori (nell'occasione, superò José Jaime "Chepe" González) e arrivando secondo nella classifica a punti, dietro a Mariano Piccoli.
Deciso inizialmente a non partecipare al Tour de France e godersi il successo del Giro, Pantani cambiò repentinamente idea a due settimane dall'inizio della corsa, quando venne a mancare Luciano Pezzi, suo mentore e direttore sportivo alla Mercatone Uno. Il corridore romagnolo, però, aveva interrotto totalmente gli allenamenti. Fu così che, presentatosi alla Grande Boucle, accumulò nelle prime sette tappe un ritardo di quasi 5' dal favorito in maglia gialla Jan Ullrich, che si era invece preparato in modo molto più sistematico. Con il passare dei giorni, però, Pantani ritrovò la miglior condizione e recuperò terreno, cominciando dalle tappe in programma sui Pirenei: colse dapprima il secondo posto nella tappa Pau-Luchon, attaccando in prossimità dello scollinamento del col de Peyresourde, e all'indomani staccò tutti a Plateau de Beille. Questi due assoli gli permisero di dimezzare il suo svantaggio e issarsi al quarto posto nella generale.

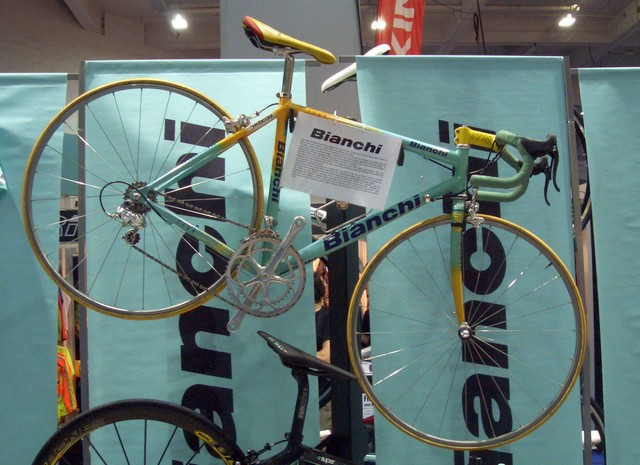
La bicicletta Bianchi con cui Pantani vinse il Tour de France 1998

Durante la quindicesima frazione, che andava da Grenoble a Les Deux Alpes, avvenne la svolta: il Pirata andò all'attacco da lontano sul Col du Galibier, a oltre 50 km dal traguardo, nonostante le difficili condizioni atmosferiche di pioggia e freddo gelido. Mentre Pantani recuperava tutti i fuggitivi di giornata, Ullrich - mal alimentatosi e spossato dal freddo pungente - andò in crisi irreversibile e rimase senza compagni né una mantellina per coprirsi, totalmente esposto agli attacchi degli avversari. Il Pirata arrivò, così, al traguardo finale in solitaria, mentre il vincitore in carica pagò quasi nove minuti di svantaggio all'arrivo. Quel giorno, Pantani non solo vinse la tappa, ma conquistò anche la prima maglia gialla della carriera. Ullrich, scivolato molto indietro nella generale, tentò di recuperare terreno sia nella tappa alpina di Albertville (che vinse, arrivando appaiato al Pirata), sia nella cronometro di Le Creusot; Pantani, però, riuscì a controllarlo in ogni frangente e portare la maglia gialla fino agli Champs-Élysées. La sua vittoria arrivò a dispetto dei numerosi scioperi di ciclisti nati in reazione all'affaire Festina, lo scandalo doping che aveva sconvolto quell'edizione della corsa, rischiando a più riprese di bloccarla prima dell'arrivo a Parigi. Peraltro, una commissione parlamentare del Senato della Repubblica francese dispose successivamente (nel 2004) alcune analisi antidoping retroattive condotte a campione sui partecipanti a quattro tappe del Tour 1998. Dalle analisi emersero varie positività all'EPO ricombinante da parte di grandi nomi quali Erik Zabel, Laurent Jalabert, Abraham Olano, Andrea Tafi e Mario Cipollini, oltreché gli stessi Ullrich e Pantani; di quest'ultimo sarebbe risultato positivo, in particolare, uno dei campioni prelevati. Le tappe cui si fa riferimento sono quelle del 21, 22, 27 e 28 luglio 1998, tra le quali rientrano anche le due vittorie parziali conseguite da Pantani in quell'edizione.
La conquista dell'edizione numero 85 della Grande Boucle da parte di Pantani significò per l'Italia un trionfo nella corsa francese che mancava da 33 anni: ultima vittoria era stata quella del 1965 di Felice Gimondi. Per 16 anni, il romagnolo sarebbe rimasto l'ultimo italiano ad aver vinto il Tour, fino al 2014, quando Vincenzo Nibali si sarebbe aggiudicato la vittoria della Grande Boucle. Inoltre, per 26 anni rimase l'ultimo ciclista capace di conquistare la doppietta Giro-Tour. A riuscire nuovamente nell'impresa fu Tadej Pogačar nel 2024.
Nell'agosto 1998, Pantani capitalizzò la vittoria del Tour, conquistando la classifica generale dell'À travers Lausanne, dinanzi a un pubblico stimato in oltre 30 000 persone.

### 1999: La sospensione per ematocrito alto
All'inizio della stagione 1999, Pantani replicò il successo dell'anno prima nell'arrivo in salita della Vuelta a Murcia (stavolta collocato al Collado Bermejo) e si aggiudicò anche la classifica finale della kermesse. Addirittura nella Milano-Sanremo attaccò sulla salita della Cipressa e, pur dovendo far i conti col vento contrario, provò fino all'ultimo a vincere, sebbene su di un percorso poco adatto alle sue caratteristiche da scalatore. In generale, il Pirata si dimostrò pimpante per tutta la primavera, destando ottime impressioni in diverse delle gare di preparazione alle principali corse a tappe della stagione, quali la Setmana Catalana, la Vuelta al País Vasco e il Giro del Trentino; in quest'ultima, in particolare, si piazzò terzo a soli 7'' dal vincitore Paolo Savoldelli.
Pantani confermò le buone sensazioni pure nel successivo Giro d'Italia, obiettivo primario della sua stagione: diversamente dai due anni precedenti, non sfigurò mai a cronometro e già sugli Appennini diede prova di notevole brillantezza, giungendo quarto al traguardo nella tappa del Monte Sirino e vincendo per distacco la frazione con arrivo al Gran Sasso d'Italia, nella quale conquistò la maglia rosa. In quell'occasione, partì ai 2 km dall'arrivo in condizioni così estreme (neve, freddo e strada ghiacciata) da rendere impossibile agli operatori Rai filmare la gran parte della tappa; Ivan Gotti fu l'unico a tentare di resistere inizialmente ai suoi scatti, finendo comunque irreversibilmente staccato.
Tuttavia, all'indomani, nella successiva frazione a cronometro attraverso la città di Ancona, per soli 2 centesimi di secondo, il Pirata cedette la maglia rosa al campione francese Laurent Jalabert, vincitore di tappa.
Pantani tornò a vestirsi di rosa il 29 maggio, in occasione della tappa con ascesa del Colle Fauniera, salita al tempo inedita del Giro; pur rimanendo staccato in discesa dallo specialista Paolo Savoldelli (che lo avvicinò notevolmente in classifica generale), regolò Daniel Clavero e Ivan Gotti nello sprint per il secondo posto e si riaggiudicò la maglia più importante

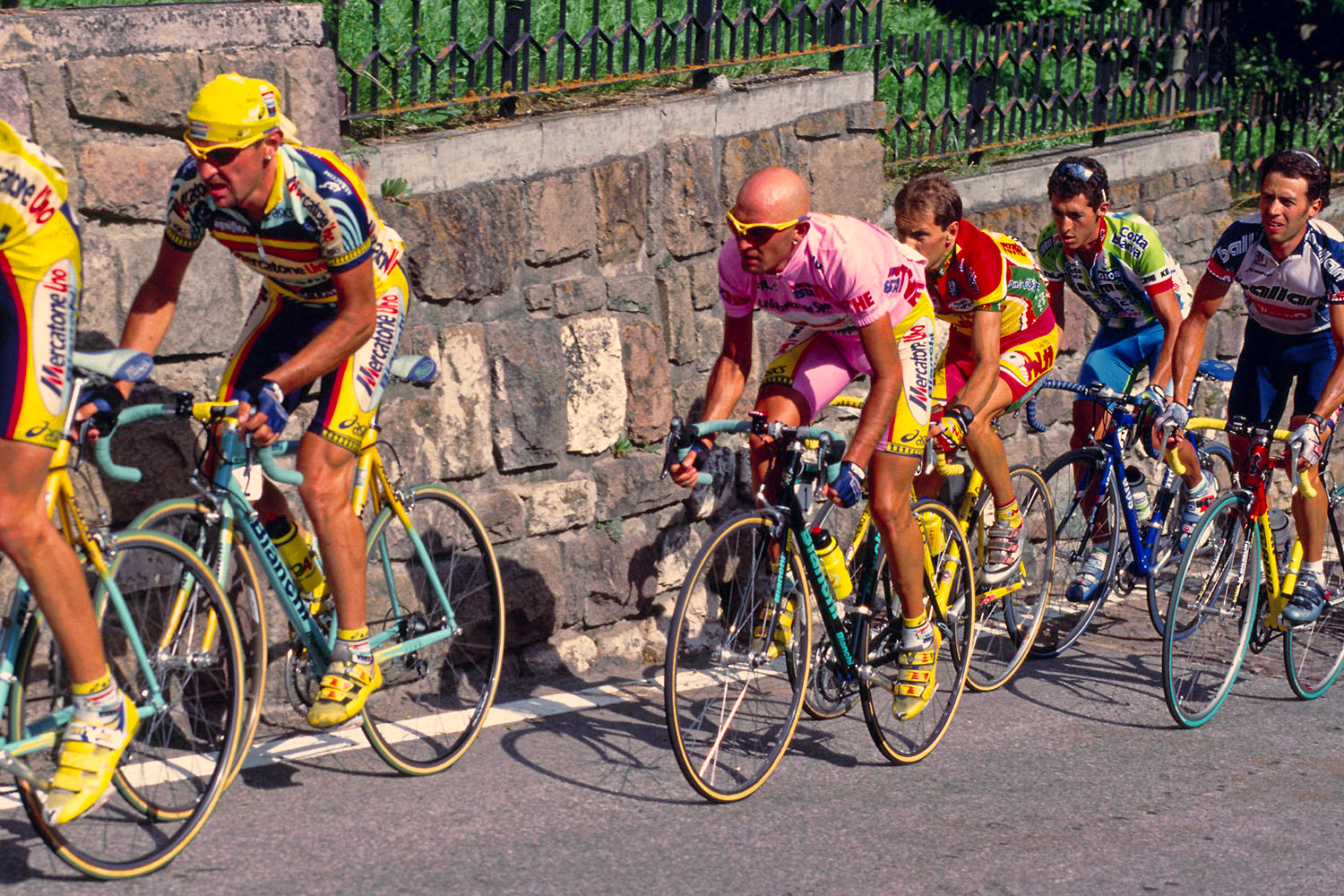
Pantani in maglia rosa al Giro d'Italia 1999, protetto in salita dal suo gregario Enrico Zaina e marcato stretto dai rivali in classifica Ivan Gotti, Roberto Heras e un giovane Gilberto Simoni

Nella successiva tappa con arrivo al Santuario di Oropa, gli avversari approfittarono di un salto di catena occorsogli ai piedi della salita finale, a 9 km dal traguardo, per insidiarne il primato. Il Pirata, scoraggiato e visibilmente innervosito dall'incidente, fu scortato dal treno della Mercatone Uno che lo aiutò a rientrare sulla retroguardia del gruppo, ormai sfilacciatosi; dopodiché, risollevatosi nel morale e ritrovata una pedalata più brillante, Pantani riuscì a recuperare uno per uno tutti e 49 gli avversari, arrivando in solitaria al traguardo di Oropa. Qui, peraltro, non esultò, credendo erroneamente di non aver ripreso tutti gli avversari. Firma nell'occasione il record di scalata degli ultimi 6,7 km: 17'04".
Nella successive tappe prealpine che precedevano il gran finale, il Pirata controllò soprattutto i suoi avversari più agguerriti, quali Jalabert e Savoldelli: giunse secondo allo sprint dietro il francese nella frazione Biella-Lumezzane e gestì il vantaggio nella cronometro di Treviso. Arrivò, così, al massimo della forma a giocarsi la vittoria finale nel trittico di tappe alpine, per le quali era da più parti dato per favorito.
Vinse la prima sfida all'Alpe di Pampeago, mettendo circa 3' tra sé e il diretto inseguitore Savoldelli e balzando addirittura in testa alla classifica della maglia ciclamino, generalmente appannaggio dei velocisti. Nella tappa seguente, nonostante i piani di squadra fossero conservativi, gli scatti tentati da due uomini di classifica quali Laurent Jalabert e Gilberto Simoni lo indussero a sferrare un micidiale contrattacco, rivelatosi decisivo per le sorti della gara: Pantani transitò primo sul traguardo di Madonna di Campiglio, grazie ad uno scatto piazzato a 4 300 metri dal traguardo. Coprì questa distanza in 10'42", rifilando poco più di un minuto di distacco ai primi inseguitori e rinsaldando anche la leadership della classifica scalatori. Ciò provocò qualche malumore tra i corridori, alcuni dei quali non gradirono l'ennesimo assolo del Pirata al Giro 1999.
(Marco Pantani, argomentando le sue ragioni dopo la vittoria a Madonna di Campiglio
)
Alla vigilia dell'ultima tappa, sembrava che nessuno ormai potesse sfilargli la vittoria finale: il Pirata era, infatti, primo in classifica con 5'38" sul secondo, Paolo Savoldelli (che stava accusando un netto calo di forma già dalla tappa di Pampeago), e 6'12" su Ivan Gotti, che non era mai riuscito a staccarlo dall'inizio del Giro. Inoltre, la tappa successiva, ultima realmente in grado di smuovere la classifica, presentava caratteristiche altimetriche a lui congeniali: partenza da Madonna di Campiglio e arrivo all'Aprica con scalata del Mortirolo - già teatro di una delle sue prime vittorie -, per un totale di oltre 50 km di strada in salita e 4 500 metri di dislivello.
Le cose cambiarono per Pantani proprio il 5 giugno a Madonna di Campiglio: alle ore 10:10 locali, furono resi pubblici i risultati dei consueti controlli, svolti dai medici dell'UCI in quella stessa mattinata sugli atleti di classifica. Tali test riscontravano nel sangue di Pantani una concentrazione di globuli rossi superiore al consentito: il valore di ematocrito rilevato al romagnolo era infatti del 51,8%, di poco superiore al margine di tolleranza dell'1% sul limite massimo consentito dai regolamenti, 50%. Nell'occasione, pur non risultando positivo a un controllo antidoping, Pantani fu legittimamente escluso dalla Corsa Rosa "a scopo precauzionale" (come in uso dire al tempo): sulla base dei regolamenti sportivi da poco introdotti a tutela della salute dei corridori, avrebbe dovuto ripresentarsi dopo 15 giorni a Losanna a effettuare un controllo per verificare l'abbassamento dei livelli e avere il via libera a riprendere le corse.
Alla notizia dell'esclusione, la squadra del Pirata si ritirò in blocco dal Giro. Paolo Savoldelli, nonostante fosse subentrato al primo posto in classifica, rifiutò di indossare la maglia rosa alla partenza della tappa del Mortirolo, rischiando una squalifica. In un clima di contestazione da parte dei tifosi, intenzionati a sabotare la tappa e bloccarne il passaggio sul Mortirolo, l'ultima e decisiva frazione di montagna fu poi vinta dallo spagnolo Roberto Heras. La maglia, invece, passò a Ivan Gotti, che all'indomani a Milano fu incoronato vincitore del Giro per la seconda volta in carriera.
Collegamenti successivi del Pirata con le pratiche di doping risultarono dalle dichiarazioni del ciclista reo confesso Jesús Manzano, che citò Pantani in un contesto in cui si segnalavano diverse pratiche scorrette di vari ciclisti di alto livello degli anni Novanta, nonché di organizzatori, tecnici e sponsor. Successivamente, sarebbero emerse anche le dichiarazioni della danese Christina Jonsson, fidanzata con Pantani per sette anni, che in un'intervista al periodico svizzero L'Hebdò riferì di come il ciclista cesenaticense facesse uso regolare di sostanze dopanti. La conferma definitiva dell'uso di sostanze dopanti (nello specifico, dell'eritropoietina) da parte di Pantani si ebbe con la sentenza del Tribunale dl Ferrara n. 533 del 19 novembre 2003 emessa in merito al procedimento penale a carico di Francesco Conconi e altri. La tesi secondo cui Marco Pantani facesse uso di doping, come peraltro molti altri ciclisti all'epoca, non sarebbe mai stata accettata dalla sua famiglia, che arrivò a minacciare querele per chiunque avesse associato il Pirata a queste pratiche scorrette.
Secondo Andrea Agostini, all'epoca addetto all'ufficio stampa della Mercatone Uno, Pantani effettuò due controlli: il venerdì sera (in autonomia, come era prassi consolidata al tempo tra i corridori) e il sabato pomeriggio, quest'ultimo in un centro medico specializzato di Imola. Entrambi i prelievi evidenziarono un valore di ematocrito attorno al 48%, quindi entro i limiti stabiliti dai regolamenti. Peraltro, a posteriori, alcuni membri del suo entourage dichiararono che già la sera prima in albergo circolasse la voce che Marco non sarebbe partito all'indomani.
Inoltre, furono anche alimentati dei dubbi su di un'eventuale congiura ai danni di Marco Pantani. In una lettera datata 8 novembre 2007 e indirizzata a Tonina, madre del ciclista, il famoso boss della mala milanese Renato Vallanzasca sostenne che un suo amico, habitué delle scommesse clandestine, peraltro intercettato sull'argomento da successive indagini, lo avesse avvicinato in carcere cinque giorni prima dei fatti di Madonna di Campiglio, quando il Pirata era lanciato verso la vittoria finale; il pregiudicato, appartenente a un clan della camorra napoletana, gli avrebbe consigliato di scommettere sulla sconfitta di Pantani, assicurandogli «Il Giro non lo vincerà sicuramente lui».
A detta di molti, la carriera ad alti livelli di Pantani si concluse con tale episodio. Dopo aver spaccato per l'ira un vetro nell'albergo, accerchiato dai giornalisti e accompagnato dai Carabinieri mentre stava per lasciare la corsa, pronunciò una frase profetica:
(Marco Pantani)
Pantani, che inizialmente non aveva nel mirino il successivo Tour de France, rinunciò comunque a parteciparvi, anche se la sospensione di quindici giorni inflittagli glielo avrebbe consentito e nonostante l'incitamento del suo direttore sportivo, Giuseppe Martinelli, convinto che una vittoria alla Grande Boucle, alla Vuelta o ai Campionati del mondo di Verona avrebbe fugato ogni polemica sul Pirata. Nel periodo successivo ai fatti di Madonna di Campiglio, braccato dai media e in preda a una forte depressione, rimase a lungo chiuso in casa, allontanandosi dal ciclismo e cadendo nella spirale della cocaina.

### 2000: il secondo ritorno
Pantani tornò a correre soltanto nel 2000, palesando fin dal ritiro organizzato dalla Mercatone Uno alle Isole Canarie precarie condizioni di forma e notevoli difficoltà psicologiche. I diversi forfait nelle principali gare di avvicinamento al Giro d'Italia fecero sì che la sua preparazione fosse sempre più frammentata, fino a diventare inesistente. Nel marzo del 2000, con una lettera aperta, annunciò di volersi allontanare a tempo indeterminato dalle corse.
Riuscì in un primo momento a superare il problema della dipendenza da cocaina ma, in vista della Corsa Rosa, la condizione fisica non era adatta a una competizione così dura. Ormai alla Mercatone Uno si pensava a un Giro senza Pantani e i nove posti destinati al team romagnolo erano stati così assegnati: l'emergente Stefano Garzelli promosso con i gradi di capitano e, dietro di lui, una batteria di gregari composta da Daniele De Paoli, Marco Velo, Enrico Zaina, Ermanno Brignoli, Simone Borgheresi, Riccardo Forconi, Fabiano Fontanelli e Massimo Podenzana. A pochi giorni dal via, quest'ultimo fu escluso per far posto proprio a Pantani.
La prova del Pirata al Giro d'Italia del 2000 non fu all'altezza delle precedenti edizioni, e ciò per via di una condizione non ottimale, che comportava grande difficoltà del romagnolo nel reggere il passo dei migliori in salita. Pantani tornò ai suoi livelli nella sola tappa Saluzzo-Briançon, che prevedeva l'ascesa al Colle dell'Izoard, montagna del Tour de France prestata per esigenze organizzative al Giro: rimasto inizialmente staccato sulla salita del Colle dell'Agnello, rientrò sui migliori proprio sull'Izoard e lavorò da gregario per il suo capitano, rispondendo agli attacchi di Francesco Casagrande e, soprattutto, Gilberto Simoni, così da neutralizzarli e fiaccarne la resistenza. Una volta scortato il futuro leader della corsa Garzelli al Gran Premio della Montagna, si gettò a capofitto nella discesa di Briançon, cogliendo un secondo posto di tappa importante per il morale.
Pur non ancora brillantissimo, Pantani affrontò comunque il successivo Tour de France con buon entusiasmo, stimolato dal possibile scontro in salita con Lance Armstrong (già primo nel 1999 e futuro vincitore incontrastato delle seguenti edizioni - vittorie tutte poi revocategli per doping). Il Pirata provò ad attaccare già nella prima frazione pirenaica, con arrivo a Lourdes-Hautacam: partito in progressione, sul successivo contrattacco del rivale texano, riuscì a tenerne il passo solo per breve tempo, andando in crisi nel tentativo di stargli a ruota e pagando 5' di distacco da lui all'arrivo. Tre giorni più tardi, il 13 luglio, nella tappa del Mont Ventoux, Pantani faticò nuovamente a tenere il ritmo dei migliori nelle fasi iniziali della salita, rimanendo ancora staccato. Recuperati i battistrada (similmente a come fatto al Giro sull'ascesa dell'Izoard), scattò per quattro volte nella salita del "Monte Calvo", senza riuscire a fare il vuoto; infatti, il fortissimo vento Mistral che spirava nella zona più brulla del picco alpino penalizzava fortemente gli attaccanti e, al contrario, facilitava chi rimaneva prudentemente a ruota. Decisiva fu la sua quinta accelerazione, avvenuta in un tratto in cui la strada girava verso un versante non battuto dal vento: il suo scatto lasciò sul posto gli avversari, con il solo Santiago Botero che provò a inseguirlo, andando presto in crisi irreversibile. Dopo alcuni minuti di fuga, Armstrong - in maglia gialla - scattò dal gruppo dei migliori e lo riprese a 5 km dall'arrivo, con l'intenzione di staccarlo. Tuttavia, Pantani resisté al forcing del campione in carica, arrivò in vetta appaiato a lui e tagliò per primo il traguardo. Nella circostanza, Pantani - che conosceva bene la salita per averla brillantemente percorsa nel 1994 - approfittò proprio del Mistral, le cui raffiche a oltre 100km/h avevano impedito all'organizzazione di issare bandiere, tabelloni e altra segnaletica in prossimità dell'arrivo. A margine di una successiva conferenza stampa, per tutta risposta, Armstrong avrebbe apertamente ammesso di aver fatto un errore nel regalare la vittoria al Pirata, contribuendo ad accendere ulteriormente la rivalità tra i due.
Nei giorni dopo il Ventoux, infatti, Armstrong e Pantani continuarono a darsi battaglia sulle salite alpine, non lesinando schermaglie verbali e dichiarazioni al vetriolo. Il 15 luglio, sull'Izoard, si ripropose il duello del Ventoux: Pantani e Armstrong provarono a staccarsi l'un con l'altro senza riuscirci. Dopo il lungo e difficile tratto in discesa, Pantani allungò nell'ultimo strappo che portava a Briançon, cogliendo il terzo posto di tappa, in una sorta di revival della frazione Saluzzo-Briançon corsa nel precedente Giro d'Italia.

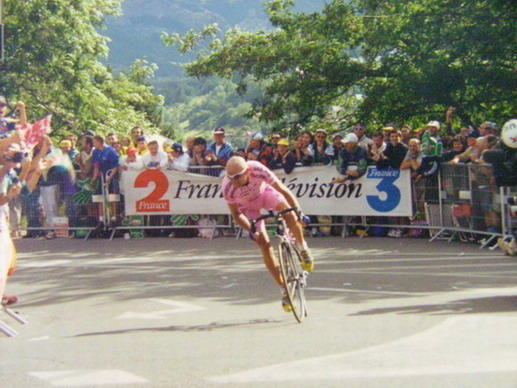
Pantani al Tour de France 2000 nella scalata finale verso Courchevel

Galvanizzato da una classifica notevolmente migliorata, Pantani si ripeté ancora all'indomani, nella tappa con arrivo a Courchevel: ai suoi primi attacchi, arrivati a 16 km dall'arrivo, risposero Virenque (staccatosi presto), Armstrong e, successivamente, anche Heras e Javier Otxoa. Pantani, allora, piazzò lo scatto decisivo a 5 km dal traguardo, fiaccando il suo antagonista e facendo il vuoto. Raggiunse e superò nettamente anche Daniele Nardello e il battistrada José María Jiménez, in fuga dalla mattina, vincendo la tappa in solitaria con 51" di vantaggio su Armstrong. Questa vittoria, a posteriori, gli avrebbe permesso di entrare nel ristretto novero di corridori diretti avversari di classifica in grado di staccare il ciclista texano durante il suo periodo d'oro al Tour de France.
Sesto in classifica generale, ma con ancora nove minuti da recuperare sul capoclassifica, all'indomani Pantani cercò un complicato assalto alla maglia gialla nell'ultima tappa di vera montagna, che prevedeva l'arrivo a Morzine dopo l'ascesa di ben cinque alture. Benché fosse stato coinvolto in una caduta dopo appena 4 km, Pantani partì a più di 130 km dal traguardo; Ullrich e Virenque provarono invano a stargli dietro, ma il Pirata riuscì ad andar via e accumulare poco meno di 2' di vantaggio sul gruppo della maglia gialla, creando scompiglio nel plotone. A causa di un'eccessiva improvvisazione dell'azione e della scarsa collaborazione dei suoi colleghi di fuga (in particolare, di Pascal Hervé, gregario di Virenque e quindi poco interessato alla reale prosecuzione dell'azione), il romagnolo fu ripreso dal plotone ai piedi dell'ultima delle cinque salite previste dal tappone alpino. L'enorme sforzo profuso da Pantani (che, per non perdere secondi, si era anche mal alimentato), gli provocò una forte crisi, con annessa dissenteria, che lo portò al ritiro, non prima di esser transitato a 13'44" dal vincitore di tappa, appunto, Richard Virenque. Ci fu chi sostenne che Pantani decise di ritirarsi per evitare il controllo anti-doping del giorno successivo. D'altra parte, anche molti altri uomini di classifica andarono in crisi in quella tappa, proprio per l'eccesso di foga e gli enormi sforzi psico-fisici profusi nel ricucire il distacco tra il gruppo maglia gialla e il fuggitivo Pantani. Infatti, lo stesso Armstrong, che aveva messo il gruppo alla frusta per inseguire il suo antagonista, sarebbe arrivato al traguardo molto provato, con oltre 2' di ritardo dal vincitore Virenque e dopo esser stato attaccato da tutti gli altri avversari.
(Marco Pantani, 18 luglio 2000, dopo la disfatta di Morzine)
Il Tour di quell'anno fu l'ultimo che vide ai nastri di partenza Marco Pantani, la cui squadra nelle successive edizioni non fu più invitata dal patron della kermesse, Jean-Marie Leblanc: a suo dire, infatti, il Pirata non avrebbe offerto sufficienti garanzie di competitività.
Nel corso dell'anno, Pantani ottenne ancora altre due vittorie nei Criterium, fra cui l'Acht van Chaam. Non riuscì, invece, a incidere nella gara su strada delle Olimpiadi 2000, alla quale partecipò tra le polemiche, e fu l'atleta azzurro piazzato peggio.

### 2001-2003: il periodo buio e la depressione
Ormai sempre più prostrato nel morale, Pantani fu coinvolto in diverse vicende giudiziarie, tra cui un processo per concorso in frode sportiva intentato nei suoi confronti per fatti risalenti alla Milano-Torino del 1995 (la gara nella quale si era gravemente infortunato, rimanendo fermo un anno).
Sotto i peggiori auspici, partecipò al Giro d'Italia 2001, durante il quale faticò e si ritirò prima della 19ª tappa. Anche alla Vuelta non riuscì a incidere, ritirandosi nella seconda settimana di gara e chiudendo anticipatamente la stagione.
Separatosi anche dal suo storico direttore sportivo Beppe Martinelli, nel 2002 collezionò un'altra annata incolore, nonostante la presenza nell'organigramma societario del ds Marino Amadori, esperto dirigente che aveva guidato negli anni precedenti Fabiana Luperini alla vittoria di numerose e prestigiose corse a tappe del circuito femminile. La stagione fu anche caratterizzata dalla coda del processo, nel quale fu assolto per la non sussistenza del reato all'epoca dei fatti, ma con la conferma dell'uso di sostanze dopanti e uno stop impostogli dagli organi federali per alcuni mesi.
Nel 2003, dopo esser stato vicino alla realizzazione di una nuova squadra con il fresco campione del mondo Mario Cipollini(anch'egli in polemica con l'organizzazione del Tour), ripartì ancora per un anno con i gradi di capitano della Mercatone Uno. Con una squadra rinnovata negli interpreti e arricchita dai ritorni del suo gregario storico Roberto Conti e dal ricongiungimento col suo vecchio direttore sportivo in Carrera, Davide Boifava, Pantani tornò a preparare con entusiasmo la stagione agonistica, mettendo nel mirino Giro e Tour.
Al Giro d'Italia confermò il miglioramento del suo stato di forma psico-fisica, riuscendo a rimanere in più occasioni con i migliori e provando in varie occasioni a vincere una tappa. Inizialmente in ritardo di condizione sugli Appennini per via della lunga inattività, venne fuori alla distanza e si distinse in particolare sul Monte Zoncolan, dove fu l'unico a reagire all'attacco sferrato da Gilberto Simoni. Il Pirata, inizialmente sorpreso dall'attacco del leader della generale, andò all'inseguimento del futuro vincitore del Giro, prima di crollare negli ultimi duecento metri, finendo raggiunto da Garzelli, Casagrande e Jaroslav Popovyč e chiudendo quinto a 43" da Simoni.
Pantani confermò la buona condizione all'indomani, rispondendo all'attacco di Garzelli e Simoni sulle rampe conclusive della tredicesima tappa, che arrivava a Marostica, riuscendo a lottare fino al termine per la vittoria di tappa. Pur senza essere brillante, limitò i danni anche nella successiva frazione, con arrivo all'Alpe di Pampeago, dove fu dodicesimo, distanziato di 2' dal vincitore Simoni. Questa serie di discrete prove lo portò a issarsi fino al 9º posto in graduatoria. Pantani provò quindi ad attaccare nuovamente la maglia rosa, ma dovette rinunciare alle sue ambizioni di podio a causa di una sfortunata caduta in discesa nella innevata tappa di Chianale, causata da una scivolata del ciclista che lo precedeva, Stefano Garzelli, per colpa della quale arrivò decisamente staccato al traguardo, perdendo diverse posizioni in classifica. Il 30 maggio, a 5 km dalla conclusione della tappa di Cascata del Toce, piazzò gli ultimi scatti in salita della sua carriera: dopo ben cinque accelerazioni nell'arco di un paio di chilometri, tuttavia, finì per esser ripreso dalla maglia rosa Gilberto Simoni, chiudendo 12º a 44" dal vincitore. Pur non riuscendo a vincere alcuna tappa, la sua lotta testa a testa con i migliori e la sua determinazione mostrata anche in tappe poco adatte alle sue caratteristiche (come nella citata frazione di Marostica e in quella di Cantù) alimentarono un certo ottimismo nell'ambiente. Al termine del Giro, fu 14º in classifica generale (in seguito, 13° dopo la squalifica di Raimondas Rumšas), miglior risultato personale finale in una corsa a tappe dal Giro del Trentino 1999.
In un'ultima intervista televisiva al termine del Giro d'Italia, diede quasi per certa la sua partecipazione al Tour de France con un'altra formazione, in modo da aggirare la nuova esclusione della Mercatone Uno dalla Grande Boucle; tuttavia, l'accordo con il Team Bianchi di Jan Ullrich saltò e Pantani rimase fuori dal Tour per il terzo anno consecutivo. Nella seconda metà di giugno 2003, Pantani entrò nella clinica "Parco dei Tigli" di Teolo in Veneto, specializzata nella cura della depressione e della dipendenza da alcol, uscendone ai primi di luglio per continuare le cure con i medici personali. In seguito, rinunciò al prosieguo della stagione, non prendendo parte alla Vuelta, alla quale era atteso alla sua terza partecipazione.

### La morte

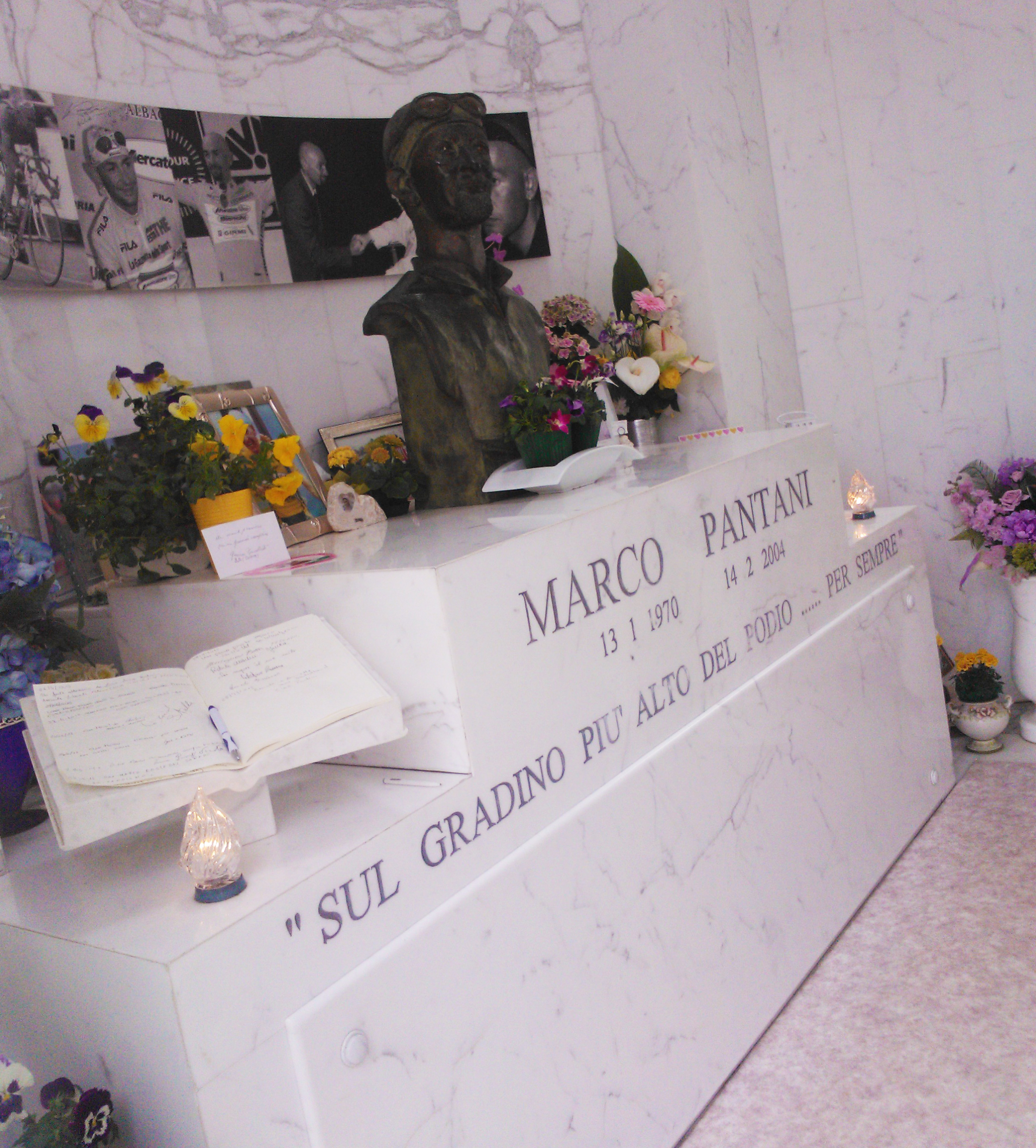
Tomba di Pantani

Nel febbraio 2004, mentre i genitori partivano per una vacanza in Grecia, il Pirata affermò di voler andare in vacanza in montagna, passando da Milano. Secondo la testimonianza della madre, fece le valigie portando tre giubbotti, di cui uno da sci, che però avrebbe lasciato in albergo a Milano, quando, cambiata idea, decise di rientrare verso Rimini. Secondo quanto dichiarato da un tassista, il bagaglio di Pantani era costituito unicamente da una piccola busta in plastica, contenente medicinali. Nonostante ciò, i tre giubbotti furono trovati nella stanza del residence dove il ciclista alloggiava; non è appurato chi li portò, dal momento che vi si era diretto solo il 10 febbraio.
A Rimini, Marco Pantani prese alloggio inizialmente per una notte, poi per quattro, presso il residence "Le Rose". La sera del 14 febbraio 2004 fu ritrovato morto nella stanza D5 dell'edificio, oggi non più esistente perché demolito e sostituito da un hotel che porta lo stesso nome. L'autopsia rivelò che la morte era avvenuta fra le 11:30 e le 12:30, causata da un edema polmonare e cerebrale, conseguente a un'overdose di cocaina e, secondo una perizia effettuata in seguito, anche di psicofarmaci.
La morte di Pantani lasciò sgomenti tutti gli appassionati delle due ruote, per la perdita di un grande corridore, uno degli sportivi italiani più popolari del dopoguerra, protagonista di tante imprese. Il Pirata riposa nel cimitero di Cesenatico, in un'edicola decorata da una vetrata artistica riproducente un particolare del Compianto su Cristo morto di Alessandro Tiarini.

## Commemorazioni
All'indomani della sua morte, il Milan — squadra di cui Pantani era grande tifoso — indossò la fascia nera al braccio in segno di lutto, nella partita di campionato contro il Lecce. Prima del fischio d'inizio, il capitano Paolo Maldini richiese all'arbitro un minuto di silenzio, iniziativa accolta con un lungo applauso dai sostenitori presenti al "Via del mare". 
Per ricordare le sue doti di scalatore, dal 2004 il Giro d'Italia assegna ogni anno a una salita il titolo di "Montagna Pantani", onore concesso fino ad allora soltanto al "Campionissimo" Fausto Coppi. Infatti, mentre la "Cima Coppi" è il passo più alto percorso dal Giro, la "Montagna Pantani" è la salita più impegnativa e significativa della manifestazione.
Nel maggio del 2006 è stata installata a Mazzo di Valtellina, precisamente all'ottavo km della salita del Passo del Mortirolo (dove Pantani aveva centrato la prima vittoria in carriera al Giro d'Italia), una scultura realizzata da Alberto Pasqual, raffigurante il campione romagnolo: Pantani è ritratto nell'atto di scattare con le mani basse sul manubrio e voltarsi a controllare gli avversari che ha staccato. Nel mese di novembre del 2010, fu esposta al Museo del Ghisallo la maglia gialla di Pantani ottenuta al Tour del 1998; in seguito la maglia fu rubata e mai più ritrovata. Del furto sono stati accusati i due custodi del Salone del Ciclo e Motociclo della Fiera di Rho, che avrebbero poi rivenduto lo storico cimelio del Pirata.
Nel giugno del 2011, fu inaugurata una stele commemorativa sul Col du Galibier, teatro di una memorabile impresa che era valsa al Pirata vittoria di tappa e maglia gialla al Tour del '98. Altri monumenti in onore di Marco Pantani sono presenti anche in una piazza della città di Aulla, in prossimità del Colle Fauniera (altro luogo iconico di una tappa significativa del Giro 1999), oltre che nella sua città natale, Cesenatico. Altri due monumenti al Pirata sono presenti nel comune di Carpegna. Il primo è in località Cippo, ai piedi del Monte Carpegna: su questa salita, proposta diverse volte nell'itinerario del Giro d'Italia, Pantani era solito allenarsi in preparazione delle grandi corse a tappe. Un altro monumento commemorativo è posto proprio in cima alla salita.
In Toscana, tra Saturnia e Poggio Murella, luogo in cui Pantani amava concedersi periodi di relax, è stato intitolato al ciclista un percorso in salita, inaugurato nel 2020 durante il passaggio della Tirreno-Adriatico, detto il Muro del pirata, con una lunghezza di 3250 m e una pendenza massima del 22%. Al termine della salita c'è una statua commemorativa ritraente il campione di Cesenatico.

## Le inchieste giudiziarie

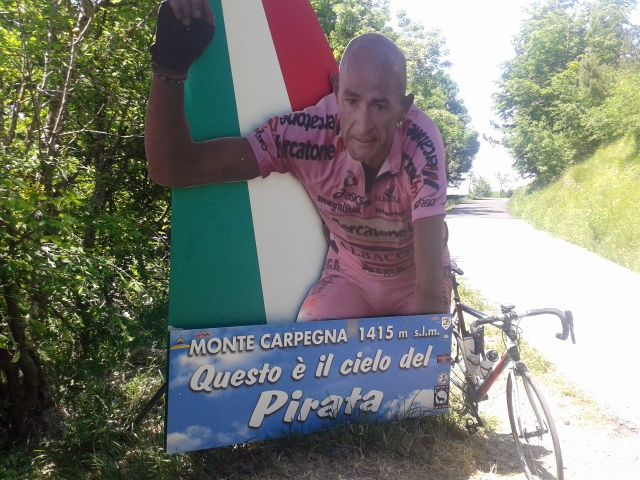
Il monumento a Pantani sul Monte Carpegna

La sentenza del Tribunale dl Ferrara n. 533 del 19 novembre 2003 emessa in merito al procedimento penale a carico di Francesco Conconi e altri accertò definitivamente l'uso di sostanze dopanti (nello specifico, dell'eritropoietina) da parte di Pantani.
Sulla vicenda di Madonna di Campiglio, invece, non essendo addivenuti a una verità giudiziale, sono fiorite nel tempo diverse teorie non supportate da prove certe. Tale accadimento è stato da alcuni interpretato come un possibile complotto ai danni del ciclista romagnolo, forse legato al mondo delle scommesse clandestine (come indicato anni dopo da Renato Vallanzasca) o forse interno al mondo del ciclismo, ma non mancano nemmeno ipotesi sull'errore accidentale dello strumento di misura dell'ematocrito. Dopo la vicenda e il crollo depressivo, su consiglio della manager Manuela Ronchi, Pantani entrò in un percorso di psicoterapia dove gli fu diagnosticato un disturbo di dipendenza. Pochi mesi dopo la morte l'ex fidanzata ha dichiarato che Marco e lei si drogavano insieme per amore e per superare la tensione emotiva del mondo dello sport una volta raggiunti i vertici. La madre di Marco Pantani, Tonina, afferma che il modo scelto dal figlio per assumere la droga o per suicidarsi, ossia l'ingestione di cocaina, non parrebbe verosimile, in quanto sarebbe morto prima di assumere tutta quella quantità, sei volte la dose letale. Inoltre, se avesse assunto una tale quantità di cocaina come quella ritrovata nello stomaco mangiandola, avrebbe avuto un edema della gola prima di riuscire a inghiottirla tutta. La signora Pantani sostiene da sempre che il figlio sia stato assassinato simulando un'overdose, probabilmente per farlo tacere riguardo a qualche scomodo segreto, forse legato al doping nel ciclismo e alla sua squalifica del 1999, con l'emerso collegamento col mondo delle scommesse truccate, oppure per qualcosa di relativo all'ambiente della droga, di cui sarebbe venuto a conoscenza.
Tonina Pantani ha richiesto più volte la riapertura dell'indagine archiviata, sostenendo che le firme per il prelievo dei soldi, che Pantani avrebbe usato per comprare la droga, sarebbero falsificate e che non c'era traccia di droga nella camera del residence, come ci si aspetterebbe dalla stanza di un tossicodipendente che ne fa uso abituale e che il ciclista, a suo parere, non era più dipendente dalla cocaina, né voleva suicidarsi. Pantani aveva inoltre chiesto alla reception di chiamare i Carabinieri, la seconda volta poco prima dell'ora della morte, poiché, a suo dire, alcune persone lo stavano infastidendo. In nessuna delle due entrate del residence erano presenti telecamere di sicurezza, così fu impossibile rilevare l'eventuale presenza di estranei accedere alla porta di Pantani. L'unico processo celebrato fu a carico di spacciatori (Fabio Carlino, Ciro Veneruso, Fabio Miradossa, Elena Korovina detta Barbara, presunta ultima amante del Pirata) per cessione di stupefacenti con l'aggravante per tre di loro di omicidio colposo, per aver provocato la morte del cessionario, ma furono condannati a pene basse solo per spaccio, mentre uno fu assolto.

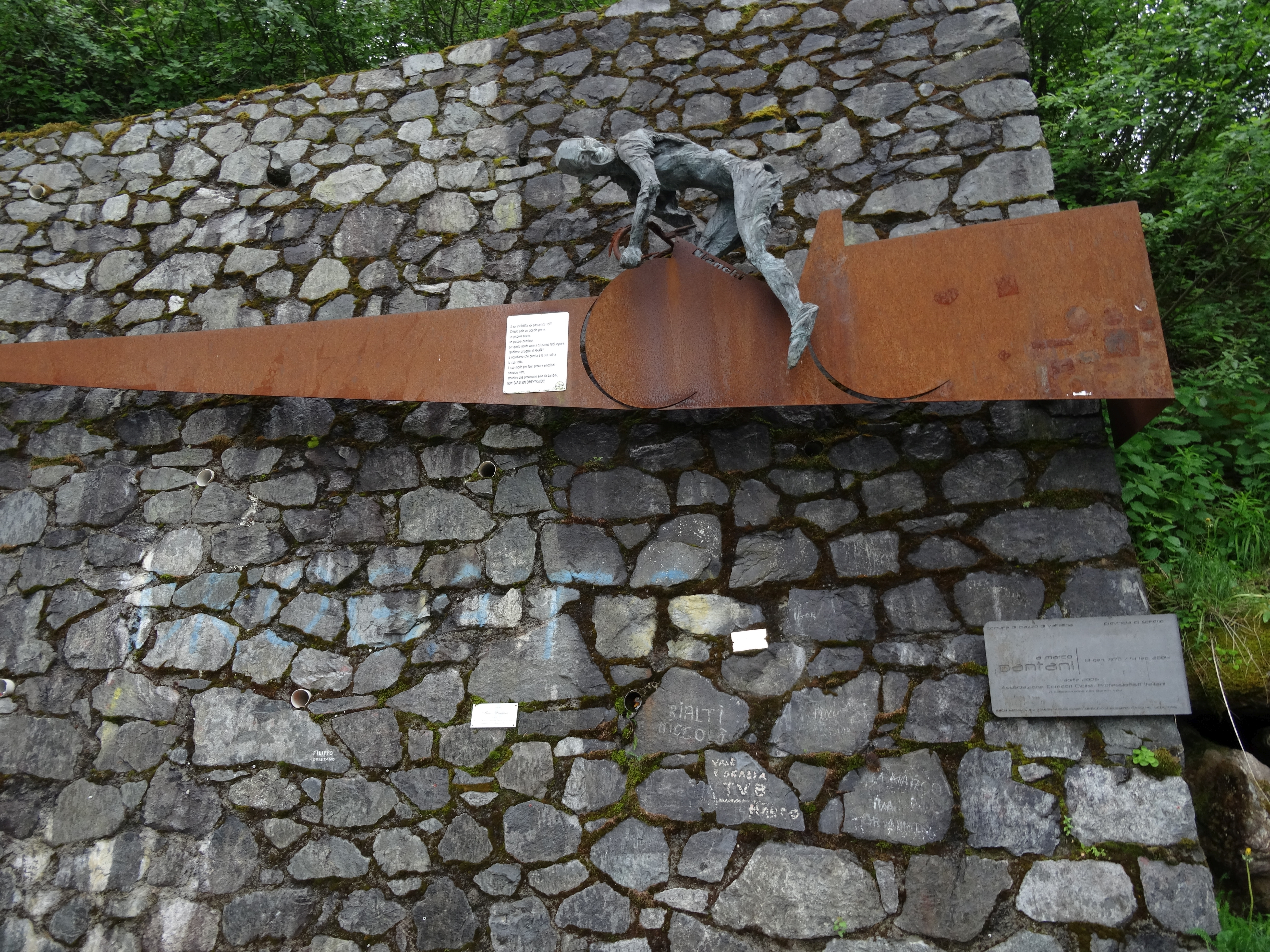
Il monumento a Pantani sul Passo del Mortirolo

Tonina, gli avvocati della famiglia e altri come il giornalista Davide De Zan (amico di Pantani) hanno sempre sostenuto che la stanza era stata messa di proposito in disordine dalle persone responsabili del presunto omicidio volontario (in particolare che il disordine causato fosse inverosimile per una persona sola in preda ad un'overdose o che cercava droga precedentemente nascosta, come fu sostenuto dalla procura, e che fosse un "disordine ordinato" in quanto non vi era nulla di rotto, nemmeno oggetti fragili caduti per terra), c'erano residui di cibo cinese, che Pantani non mangiava mai, una mollica (o forse due) di pane e cocaina non rigurgitata e come posta in seguito, poiché bianca al 97 % in mezzo al sangue fuoriuscito dal volto del ciclista caduto a faccia in giù; essa non era presente al momento dell'intervento degli infermieri, secondo la testimonianza di questi; non vi era nessuna bottiglietta d'acqua per ingerire la dose di cocaina accanto al corpo, e c'erano alcuni lividi sospetti sulla testa del ciclista, tali da far supporre un'aggressione di più persone, per forzarlo a bere l'acqua con la cocaina, ed escoriazioni compatibili con un trascinamento del corpo fino al soppalco. La posizione del corpo sarebbe apparsa irregolare con alcune risultanze autoptiche, come il peso dei polmoni.

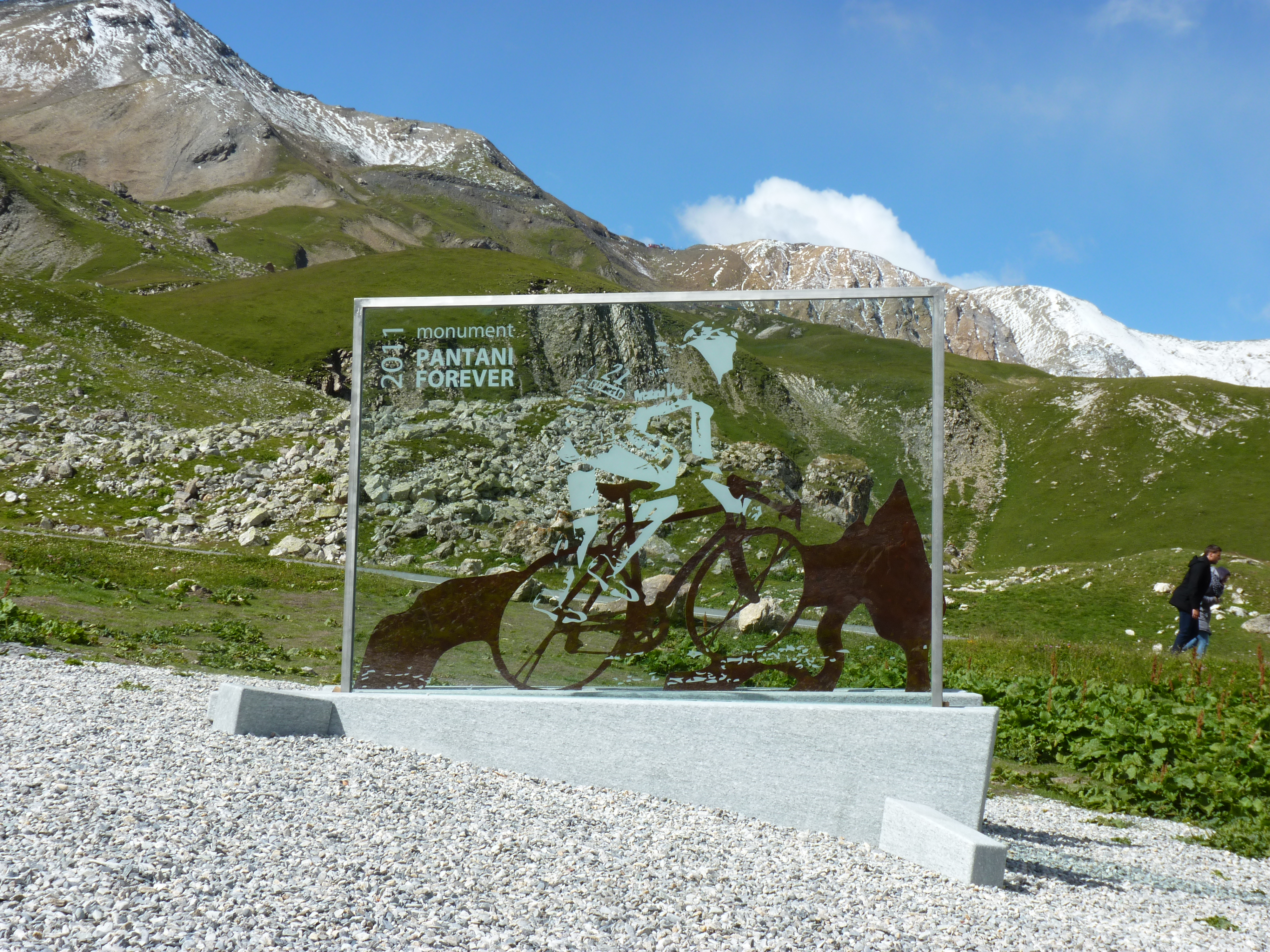
La stele dedicata a Pantani sul Col du Galibier

Dal filmato si notò poi in realtà che era presente una bottiglia semivuota, ma appoggiata su un mobile, lontano dal corpo, con attorno della polvere bianca, ma essa venne ignorata e non analizzata. Non vennero rilevate le impronte né sulla bottiglia, né sul televisore o sulla specchiera appoggiate (e non cadute) per terra, senza alcun danno ai vetri. Tonina ha lamentato inoltre l'asportazione del cuore di Pantani da parte del medico legale, il quale ha sempre sostenuto la tesi dell'overdose citando anche alcuni appunti del Pirata, che denotavano uno stato mentale alterato. Secondo la prima testimonianza anche il lavandino era divelto, mentre dal filmato dei Carabinieri tale lavandino risulta riposizionato perfettamente al suo posto nel bagno.
Il 2 agosto 2014 viene reso noto che la Procura della Repubblica di Rimini, a seguito di un esposto presentato dai familiari di Pantani e dall'avvocato Antonio De Rensis, ha riaperto le indagini sulla morte del ciclista con l'ipotesi di reato di "omicidio volontario". La procura chiese però l'archiviazione delle stesse nel settembre 2015 con la motivazione che la sua morte fu causata da suicidio o overdose accidentale, e non da omicidio.
Il 14 marzo 2016, essendoci in corso un'inchiesta da parte della Procura della Repubblica di Forlì, viene diffusa da Premium Sport un'intercettazione di un detenuto vicino ad ambienti legati alle scommesse clandestine, il quale, riferendosi all'episodio di Madonna di Campiglio, implicherebbe un intervento della camorra nell'esclusione di Pantani dal Giro d'Italia 1999; il sangue del ciclista sarebbe stato deplasmato. Il giorno successivo Premium Sport rende pubblica una nuova intercettazione, in cui Augusto La Torre, boss di Mondragone, parlando con la figlia confermerebbe il coinvolgimento della malavita nel caso Pantani, accusando l'alleanza di Secondigliano. Queste dichiarazioni coincidevano con quelle già fatte da Renato Vallanzasca nel 2007.
Il 17 marzo emerge la dichiarazione dell'autista di Wim Jeremiasse, responsabile del controllo antidoping a Madonna di Campiglio, il quale confermerebbe la presenza dell'ispettore nella mattinata del 5 giugno 1999. La testimonianza non coinciderebbe con quella resa al processo di Trento dai medici che effettuarono il prelievo ematico a Pantani; essi non menzionarono la presenza di Jeremiasse. La Procura della Repubblica di Forlì, che indagava sul caso, concluse che “un clan camorristico minacciò un medico per costringerlo ad alterare il test e far risultare Pantani fuori norma“, utilizzando probabilmente la tecnica della deplasmazione, che causa l'aumento di ematocrito ma la diminuzione drastica di piastrine, come rinvenuto nella provetta.; il GUP però dovette richiedere l'archiviazione delle indagini a causa dell'intervenuta prescrizione dei reati.
Il 16 aprile 2019, su mandato della famiglia Pantani, l'ex generale di brigata della Guardia di Finanza Umberto Rapetto, insieme all'avvocato Cocco, ha consegnato un dossier di 56 pagine per chiedere una nuova inchiesta alla Commissione Parlamentare Antimafia. Il generale ha testimoniato in audizione davanti ad essa affermando che, dalle analisi effettuate sulla repertazione e i filmati, qualcuno era presente nella stanza al momento del decesso del ciclista (al contrario di quanto affermato da tutte le inchieste) e che il corpo fu spostato nel periodo tra la morte e il rinvenimento da parte del portiere del residence (il quale dovette forzare la porta ostruita dall'interno da un mobile).

## Palmarès
- 1989 (S.C. Rinascita Ravenna, dilettanti)

2ª tappa Sei Giorni del Sole (San Mango d'Aquino)
4ª tappa Sei Giorni del Sole (Squillace)
- 1990 (G.S. Lambrusco Giacobazzi, dilettanti)

Memorial Pancotti - Ostra Vetere
Ghiare di Berceto-Fonti San Moderanno
Trofeo Dall'Agata (valido come Campionato Emilia-Romagna, prova in linea)
- 1991 (G.S. Lambrusco Giacobazzi, dilettanti)

10ª tappa Giro d'Italia dilettanti (Agordo)
Ghiare di Berceto-Fonti San Moderanno (cronoscalata)
Gran Premio Città di Meldola
Cronoscalata della Futa-Memorial Gastone Nencini dilettanti
Piccolo Giro dell'Emilia
- 1992 (G.S. Lambrusco Giacobazzi, dilettanti)

Livorno-Valle Benedetta (cronoscalata)
9ª tappa Giro d'Italia dilettanti (Verona > Cavalese)
10ª tappa Giro d'Italia dilettanti (Cavalese > Alleghe)
Classifica generale Giro d'Italia dilettanti
- 1994 (Carrera-Tassoni, due vittorie)

14ª tappa Giro d'Italia (Lienz > Merano)
15ª tappa Giro d'Italia (Merano > Aprica)
- 1995 (Carrera-Tassoni, tre vittorie)

9ª tappa Giro di Svizzera (La Punt > Flumserberg)
10ª tappa Tour de France (Aime/La Plagne > Alpe d'Huez)
14ª tappa Tour de France (Saint-Orens-de-Gameville > Guzet-Neige)
- 1997 (Mercatone Uno-Wega, due vittorie)

13ª tappa Tour de France (Saint-Étienne > Alpe d'Huez)
15ª tappa Tour de France (Courchevel > Morzine)
- 1998 (Mercatone Uno-Bianchi, dieci vittorie)

4ª tappa, 1ª semitappa Vuelta a Murcia (Murcia > Morron de Totana)
14ª tappa Giro d'Italia (Schio > Piancavallo)
19ª tappa Giro d'Italia (Cavalese > Montecampione)
Classifica generale Giro d'Italia
11ª tappa Tour de France (Luchon > Plateau de Beille)
15ª tappa Tour de France (Grenoble > Les Deux Alpes)
Classifica generale Tour de France
1ª prova À travers Lausanne (Losanna > Losanna)
2ª prova À travers Lausanne (Losanna > Losanna)
Classifica generale À travers Lausanne
- 1999 (Mercatone Uno-Bianchi, sette vittorie)

4ª tappa Vuelta a Murcia (Murcia > Aledo)
Classifica generale Vuelta a Murcia
2ª tappa Setmana Catalana de Ciclisme (Lloret de Mar > Castelló d'Empúries)
8ª tappa Giro d'Italia (Pescara > Gran Sasso d'Italia)
15ª tappa Giro d'Italia (Racconigi > Oropa)
19ª tappa Giro d'Italia (Castelfranco Veneto > Alpe di Pampeago)
20ª tappa Giro d'Italia (Predazzo > Madonna di Campiglio)
- 2000 (Mercatone Uno-Albacom, due vittorie)

12ª tappa Tour de France (Carpentras > Mont Ventoux)
15ª tappa Tour de France (Briançon > Courchevel)

### Altri successi
- 1989 (S.C. Rinascita Ravenna)

Classifica giovani Sei Giorni del Sole
- 1990 (G.S. Lambrusco Giacobazzi)

Classifica giovani Giro dell'Emilia Romagna dilettanti
- 1991 (G.S. Lambrusco Giacobazzi)

Classifica scalatori Giro della Regione Friuli Venezia Giulia
- 1992 (G.S. Lambrusco Giacobazzi)

Classifica scalatori Giro d'Italia dilettanti
- 1994 (Carrera-Tassoni)

Trofeo Bonacossa Giro d'Italia
Classifica giovani Tour de France
- 1995 (Carrera-Tassoni)

Classifica giovani Tour de France
- 1997 (Mercatone Uno-Wega)

Profronde van Pijnacker (Criterium)
Rominger Classic - Crans Montana (Criterium)
- 1998 (Mercatone Uno-Bianchi)

Classifica scalatori Vuelta a Murcia
Classifica dei Gran Premi della Montagna Giro d'Italia
Trofeo Bonacossa Giro d'Italia
Grand Prix de la Ville de Luxembourg - Galà Tour de France
Circuit de l'Aulne (Criterium)
Criterium di Bologna
Ritter Classic - Charlottenlund (Criterium)
Profronde van Surhuisterveen (Criterium)
Luxembourg-Steinsel (Criterium)
Criterium di Copenaghen
Criterium di Valencia
Rominger Classic - Crans Montana (Criterium)
- 1999 (Mercatone Uno-Bianchi)

Classifica scalatori Vuelta a Murcia
- 2000 (Mercatone Uno-Albacom)

Profronde van Stiphout (Criterium)
Acht van Chaam (Criterium)

## Piazzamenti

### Grandi Giri
- Giro d'Italia

1993: ritirato (18ª tappa)
1994: 2º
1997: non partito (9ª tappa)
1998: vincitore
1999: non partito (21ª tappa)
2000: 28º
2001: non partito (19ª tappa)
2002: ritirato (16ª tappa)
2003: 14º
- Tour de France

1994: 3º
1995: 13º
1997: 3º
1998: vincitore
2000: non partito (17ª tappa)
- Vuelta a España

1995: non partito (17ª tappa)
2001: ritirato (11ª tappa)

### Classiche monumento
- Milano-Sanremo

1995: 98º
1997: 31º
1998: ritirato
1999: 62º
2001: 89º
2002: 75º
- Liegi-Bastogne-Liegi

1993: 67º
1994: 67º
1995: 18º
1997: 8º
2002: ritirato

### Competizioni mondiali
- Campionati del mondo

Agrigento 1994 - In linea Elite: ritirato
Duitama 1995 - In linea Elite: 3º
- Giochi olimpici

Sydney 2000 - In linea: 69º

## Riconoscimenti
- Atena d'Argento nel 1995 e 1998

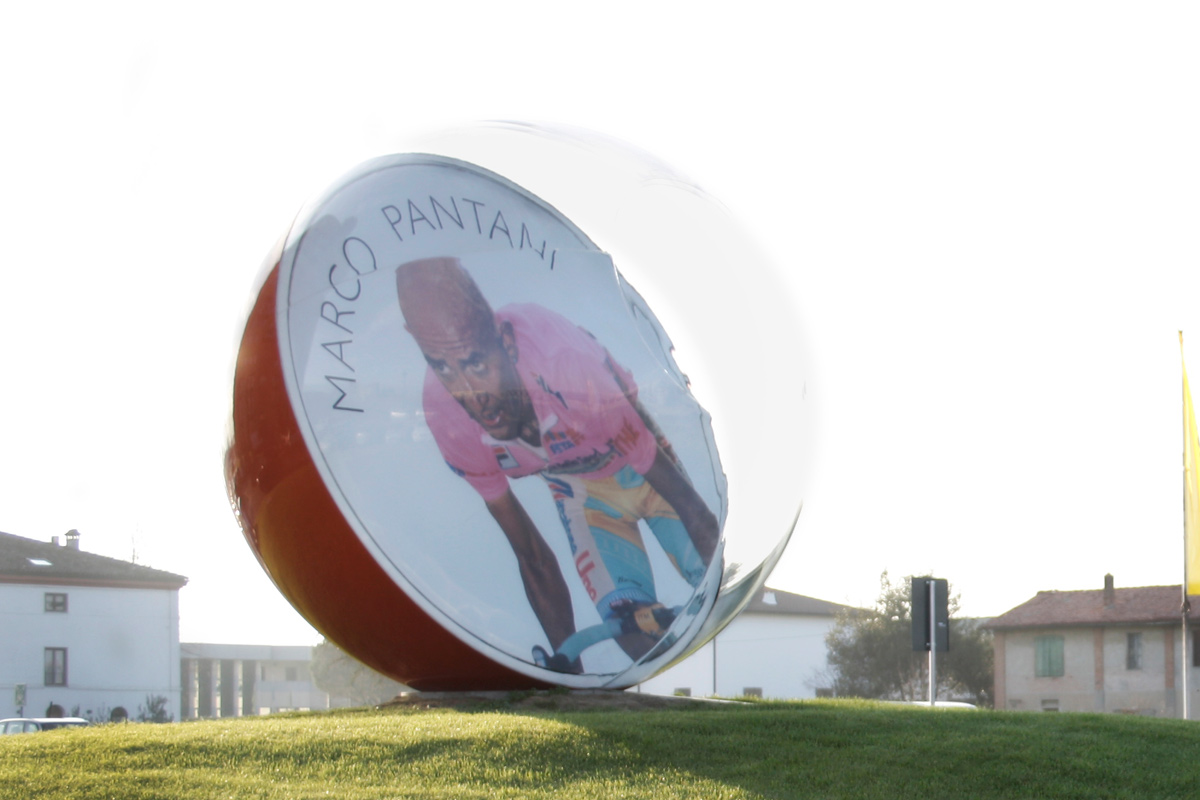
La "biglia" con l'immagine di Pantani presso il centro direzionale di Mercatone Uno a Imola

- Medaglia d'oro al valore atletico nel 1998
- Vélo d'Or nel 1998
- Mendrisio d'oro nel 1998
- Premio Grandi Ex nel 2008 alla memoria

## Nella cultura di massa

### Canzoni
- I Litfiba hanno dedicato a Marco Pantani la canzone Prendi in mano i tuoi anni, pubblicata nel 1999 nell'album Infinito. A differenza di tutte le altre dediche, scritte postume dopo la morte del ciclista, questa fu scritta e pubblicata quando Pantani era ancora all'apice della sua carriera, prima della squalifica del 1999.
- Gli Stadio hanno scritto appositamente per lui E mi alzo sui pedali, dall'album Parole nel vento, integrando il testo della canzone con alcuni pensieri scritti dallo stesso Pantani su fogliettini trovati sparsi nella stanza accanto al suo cadavere. Questa canzone è stata anche utilizzata come sigla nel film Il Pirata - Marco Pantani, prodotto dalla RAI, in cui il ruolo del corridore romagnolo è stato interpretato dall'attore Rolando Ravello.
- I Nomadi gli hanno dedicato la canzone L'ultima salita presente nell'album Con me o contro di me uscito nel febbraio 2006.
- Riccardo Maffoni ha dedicato a Pantani la canzone Uomo in fuga, pubblicata nell'album Storie di chi vince a metà del 2004.
- Alexia dedica a Pantani la canzone Senza un vincitore contenuta nell'album Gli occhi grandi della Luna del 2004.
- Francesco Baccini ha scritto la canzone In fuga dedicata al Pirata, pubblicata nell'album Stasera teatro del 2005.
- Claudio Lolli ha pubblicato la canzone Le rose di Pantani (testo di Gianni D'Elia) nell'album La scoperta dell'America del 2006.
- Giorgio Canali dedica a Marco Pantani la canzone "MP nella BG" nell'album "Nostra Signora della Dinamite", polemizzando con l'Italia che parla solamente di calcio.
- Antonello Venditti ha dedicato la canzone "Tradimento e Perdono" dall'album "Dalla pelle al cuore" (2007) a Marco Pantani, Agostino Di Bartolomei e Luigi Tenco.
- Il cantautore romagnolo Max Arduini dedica a Marco Pantani il brano Sul col du Galibier dall'album VIVOinPratiCANTATO (2012)[210].
- Ted Bee ha pubblicato la canzone "Tutti gli altri dietro" prodotta da Andrea Rock nell'album "Phoenix" (2016)
- Il rapper romano Ketama126 dedica a Pantani un brano omonimo nell'album "Oh Madonna" (2017).
- Il gruppo rock francese Les Wampas ha scritto una canzone in omaggio a Marco Pantani, Rimini (2006).
- Il cantautore Bennu gli ha dedicato la canzone Il pirata su due ruote (2021)[211][212]

### Cinema e televisione
- Il Pirata - Marco Pantani - film TV, regia di Claudio Bonivento (2007)
- Il caso Pantani - L'omicidio di un campione, regia di Domenico Ciolfi (2020)
- Giallo Pantani - docufilm del ciclo Tutta la Verità, regia di Cristiano Barbarossa e Fulvio Benelli (2020)
- Il migliore. Marco Pantani - film documentario, regia di Paolo Santolini (2021)[213][214]

### Teatro
- Pantani di Marco Martinelli (2012). Opera teatrale prodotta dal Teatro delle Albe-Ravenna Teatro con Ermanna Montanari e Luigi Dadina, musiche in scena per fisarmonica di Simone Zanchini. La drammaturgia di Martinelli ha vinto il Premio Ubu 2013 quale "miglior novità italiana" e Ermanna Montanari ha vinto il Premio Duse 2013 per l'interpretazione di Tonina Pantani, madre del campione.

### Altro
- Giorgio Celiberti, nel 2004, in omaggio e in ricordo di Marco Pantani realizzò un quadro che venne consegnato, assieme al primo premio, al vincitore del 43º Giro della Regione Friuli Venezia Giulia.
- In Cadrò, sognando di volare[215] di Fabio Genovesi, le vicende agonistiche e private di Marco Pantani s'intrecciano con il racconto dell'incontro tra i due protagonisti del romanzo, diametralmente diversi ma accomunati da un'identica passione per il ciclismo e in particolare per il "pirata" romagnolo.